# Patrick Chan
Patrick Lewis Wai–Kuan Chan (Phồn thể: 陳偉群, Giản thể: 陈伟群, Hán – Việt: Trần Vỹ Quần, nickname: Pchiddy) sinh ngày 31 tháng 12 năm 1990 tại Canada, là một cựu vận động viên trượt băng nghệ thuật đơn nam người Canada gốc Hoa. Anh là nhà vô địch Olympic 2018 nội dung đồng đội tại Thế vận hội Mùa đông 2018, á quân 2 nội dung đơn nam và đồng đội tại Thế vận hội Mùa đông 2014. Ở đấu trường Giải Vô địch trượt băng nghệ thuật thế giới, anh đã đoạt 3 chức vô địch thế giới liên tiếp vào các năm 2011, 2012 và 2013. Anh cũng là nhà vô địch 2 lần Chung kết Grand Prix Trượt băng nghệ thuật vào các năm 2011 và 2012, đồng thời là nhà vô địch 3 lần tại Giải Vô địch trượt băng nghệ thuật Bốn châu lục vào các năm 2009, 2012 và 2016. Ở cấp độ quốc nội, tại Giải Vô địch trượt băng nghệ thuật quốc gia Canada, anh từng đoạt 10 chức vô địch quốc gia (2008–2014, 2016–2018) và hiện là vận động viên đơn nam đang giữ kỷ lục về số danh hiệu vô địch quốc gia đơn nam tại Canada. Anh nổi tiếng với phong cách thi đấu được đánh giá cao về tính nghệ thuật và sự thanh lịch. Xuyên suốt sự nghiệp thi đấu, Patrick Chan được ghi nhận như một bậc thầy trong kỹ thuật trượt băng nghệ thuật, với những đóng góp đáng kể cho lịch sử phát triển của bộ môn. Trong kỷ nguyên thống trị của mình ở giai đoạn 2011 – 2013, anh đã trở thành vận động viên tiên phong với phong độ không ngừng nâng cao qua các mùa giải, góp phần thúc đẩy sự xuất hiện ngày càng nhiều của những vận động viên trượt băng theo đuổi trường phái xây dựng các bài thi được cân bằng giữa tiêu chí kỹ thuật cao và chất lượng cao trong các yếu tố thành phần.
Vào ngày 24/4/2011 tại Giải vô địch trượt băng nghệ thuật thế giới 2011, Chan đã thiết lập kỷ lục thế giới cho bài thi ngắn đơn nam với 93.02 điểm. Vào ngày 28/4/2011, anh tiếp tục phá kỷ lục thế giới cho bài thi tự do đơn nam, với tổng điểm thi là 280.98. Với những cống hiến trong năm, Chan được vinh danh tại giải thưởng Lou Marsh Award với hạng mục Nam Vận Động Viên Canada của năm. Anh đã từng lập nhiều kỷ lục thế giới dưới hệ thống tính điểm của Liên đoàn Trượt băng quốc tế – ISU, và là vận động viên giữ kỷ lục thế giới nội dung đơn nam qua nhiều năm. Patrick Chan là một trong số ít các vận động viên trượt băng nghệ thuật đơn nam trên toàn thế giới từng đạt được mức điểm trên 100 cho bài thi ngắn, và là vận động viên đơn nam thứ ba trên thế giới từng đạt mức điểm trên 200 cho bài thi tự do dưới hệ thống chấm điểm của ISU. Trong 15 năm thi đấu chuyên nghiệp, anh sở hữu hơn 30 danh hiệu và huy chương thuộc các hệ thống giải đấu trượt băng nghệ thuật do ISU điều hành, bao gồm 3 huy chương Olympic. Anh chính thức tuyên bố giải nghệ vào ngày 16 tháng 4 năm 2018. Với những đóng góp và thành tựu đạt được, Chan được xem là một trong những vận động viên trượt băng nghệ thuật đơn nam xuất sắc nhất mọi thời đại của Canada và của thế giới.

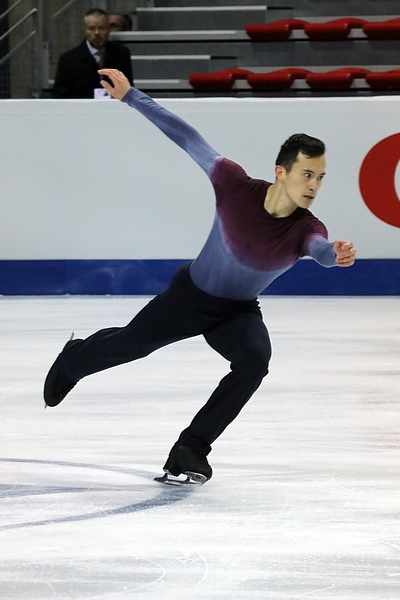
Patrick Chan tại Chung kết Grand Prix 2016–17

## Đời sống cá nhân
Patrick Lewis Wai–Kuan Chan  sinh ngày 31 tháng 12 năm 1990, tại Ottawa, Ontario, Canada. Anh là con trai duy nhất của vợ chồng luật sư Lewis Chan và Karen, cha mẹ Chan là Hoa kiều Canada gốc Hồng Kông. Đến năm 4 tuổi, Chan và gia đình chuyển đến sống tại Montreal, Quebec, anh đã bắt đầu tập chơi các môn thể thao như bóng bàn, golf và cử tạ. Bà Karen mẹ anh, người đã từng đoạt cả hai chức vô địch quần vợt đơn và đôi tại quê hương bà, đã đến Canada vào những năm 20 tuổi để du học.
Tên tiếng Hoa của Chan theo phiên âm Hán – Việt là Trần Vỹ Quần. Ở tuổi lên 5, Chan bắt đầu bộc lộ năng khiếu với bộ môn Trượt tuyết đổ đèo, nhưng anh cũng bắt đầu tập chơi nhiều bộ môn khác sau khi chuyển đến sống tại Toronto. Anh có niềm đam mê với nhiều môn thể thao, trong đó có taekwondo, quần vợt, golf và leo núi.
Chan có thể giao tiếp tốt bằng tiếng Anh, tiếng Pháp, và tiếng Quảng Đông. Để giúp anh thành thạo nhiều ngôn ngữ, cha của Chan thường nói tiếng Pháp với anh khi ở nhà, mẹ anh nói tiếng Quảng Đông, và bản thân anh học tiếng Anh từ cuộc sống hằng ngày ở Canada. Chan tốt nghiệp trường École secondaire Étienne–Brûlé, một trường trung học hệ tiếng Pháp tại North York, Toronto, vào năm 2009, sau một năm kéo dài lịch trình học tập do theo đuổi sự nghiệp trượt băng. Sau khi anh đoạt chức vô địch quốc gia, ngôi trường này đã tổ chức lễ trao giải thưởng thể thao thường niên để vinh danh anh. Anh đã từng bắt đầu với những dự định học tập tại bậc cao đẳng và đại học với việc theo học chuyên ngành kinh tế học quốc tế tại Colorado College vào tháng 9/2011 và sau đó là chuyên ngành Khoa học Xã hội tại Đại học Toronto vào mùa thu năm 2014.
Bên lề sự nghiệp trên sân băng, Chan đã giành được nhiều giải thưởng cao quý cho những thành tích của mình. Vào tháng 1 năm 2008, Trung tâm Văn hóa Trung Hoa tại Toronto (Hạng Mục Thanh niên) đã trao cho anh giải thưởng Thanh niên Canada gốc Hoa của năm 2007. Tháng 5 năm 2008, Chan được trao giải ở hạng mục Vận động viên người Châu Á của năm dành cho mảng thể thao – nghệ thuật, tổ chức bởi Tạp chí Asia Network. Tháng 1 năm 2009, thời báo the Globe and Mail của Canada vinh danh Chan là một trong những vận động viên nổi bật nhất trong Danh sách Quyền lực hàng năm với các môn thể thao Canada.
Năm 2020, anh kết hôn với bạn gái là cựu vận động viên trượt băng nghệ thuật đôi của Canada, Elizabeth Putnam. Cả hai đón con trai đầu lòng vào tháng 9 năm 2021.

## Sự nghiệp trượt băng

### Sự nghiệp ban đầu
Patrick Chan bắt đầu tập trượt băng vào năm 1996. Ban đầu anh theo học trượt băng để tập chơi khúc côn cầu, và bắt đầu chuyển sang trượt băng nghệ thuật không lâu sau đó. Huấn luyện viên đầu tiên của anh, huyền thoại Osborne Colson của Canada, đã yêu cầu anh dành ít nhất 30 phút mỗi ngày để tập luyện các kỹ thuật cơ bản bao gồm edge work, cross–cutting và balance drills. Chan từng nói rằng: "Tôi luôn cho rằng việc tôi có thể vận dụng thành thạo các tư thế đầu gối và edge works trơn tru trong trình diễn trượt băng là nhờ công lao dạy dỗ của thầy Colson. Thầy là người luôn biết cách tách biệt các phạm trù huấn luyện và trau chuốt từng phần từ những kỹ thuật trượt băng cơ bản nhất."
Năm 2001, ở tuổi lên 10, Chan đoạt huy chương đồng tại Giải Vô địch Trượt băng nghệ thuật Canada 2001 với cấp độ juvenile, cấp độ phân loại thấp nhất trong Hệ thống giải thi đấu trượt băng nghệ thuật Canada. Anh lần lượt đoạt các danh hiệu quốc gia cấp độ pre–novice vào năm 2003, danh hiệu novice vào năm 2004, và danh hiệu junior vào năm 2005.
Với danh hiệu junior tại Giải Vô địch quốc gia Canada 2005, Chan nhận được suất tham dự Giải Vô địch trẻ Trượt băng nghệ thuật thế giới năm 2005  (2005 World Junior Championships), và đoạt vị trí thứ 7 chung cuộc. Ở tuổi 14, anh là vận động viên nhỏ tuổi nhất tham gia cuộc thi.
Vào mùa giải 2005 – 2006, Chan bắt đầu thi đấu tại hệ thống Giải Grand Prix Trẻ của ISU – ISU Junior Grand Prix (JGP). Anh đoạt huy chương vàng tại sự kiện JGP ở Montreal và xếp thứ tư tại sự kiện ở Slovakia. Kết quả này giúp anh góp mặt tại Chung kết Grand Prix Trẻ – Junior Grand Prix Final với vị trí thứ 5 chung cuộc. Sau đó, Chan bắt đầu thi đấu chuyện nghiệp ở cấp độ trưởng thành (senior) tại Giải Vô địch quốc gia Canada 2006, anh xếp thứ 7 và được nhận suất tham dự Giải Vô địch Trẻ trượt băng nghệ thuật thế giới 2006, xếp hạng thứ 6 toàn đoàn.
Huấn luyện viên đầu tiên của Chan, Osborne Colson, đã huấn luyện Chan từ khi anh bắt đầu sự nghiệp cho đến khi ông qua đời vào tháng 7 năm 2006, do những biến chứng phát sinh từ một tai nạn xe hơi trước đó. Chan đã giành chức vô địch Giải trẻ Vô địch quốc gia Canada năm 2005 dưới sự hướng dẫn của HLV Colson, và Colson đã lên kế hoạch lâu dài cho việc huấn luyện Chan đạt đến đỉnh cao của môn thể thao này. Anh rất thương Colson và luôn xem ông như một người ông, gia đình Chan cũng đã ở bên giường bệnh của Colson đến những phút cuối đời. Chan cũng đã từng được tặng một huy chương vàng của Colson có khắc tên viết tắt của ông. Sau khi ông qua đời, Chan tiếp tục làm việc dưới sự huấn luyện của chuyên gia kỹ thuật Shin Amano, người đồng nghiệp của Colson trong cùng trung tâm huấn luyện. Tuy nhiên anh chỉ làm việc với huấn luyện viên tạm quyền này trong 6 tháng.

### Mùa giải 2006–2007: Huy chương bạc đơn nam tại Giải Vô địch thế giới cấp độ trẻ

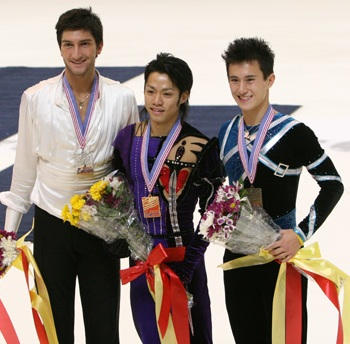
Chan (phải) tại sự kiện Grand Prix 2007 Skate America

Năm 16 tuổi, Chan quyết định chuyển lên thi đấu quốc tế ở hạng trưởng thành mặc dù chỉ mới đoạt được một huy chương quốc tế ở cấp độ junior. Anh được cử đến tham gia 2 giải Grand Prix, và chính thức thi đấu quốc tế hạng cao tại giải Grand Prix 2006 Trophée Éric Bompard, với kết quả xếp thứ 5. Tại sự kiện tiếp theo là Grand Prix 2006 NHK Trophy, anh xếp thứ 7 chung cuộc.
Chan tiếp tục thi đấu tại Giải Vô địch quốc gia Canada 2007 tại Halifax và giành vị trí thứ 5. Kết quả này giúp anh có lần thứ 3 tham dự Giải Vô địch trẻ Trượt băng nghệ thuật thế giới 2007 và giành được huy chương bạc, trở thành vận động viên đoạt huy chương đơn nam đầu tiên của Canada tại giải này kể từ năm 1984.
Sau đó anh bắt đầu làm việc với huấn luyện viên Don Laws, một học trò cũ của huấn luyện viên Colson mà anh đã gặp tại đám tang của ông, vào năm 2007.

### Mùa giải 2007–2008: Chức vô địch quốc gia lần đầu tiên ở tuổi 17, huy chương vàng Grand Prix đầu tiên trong sự nghiệp

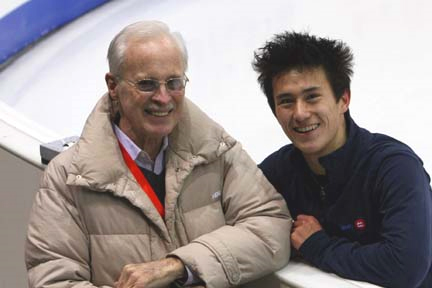
Chan và huấn luyện viên Don Laws tại Chung kết Grand Prix 2007–08

Chan bắt đầu tập luyện tại 2 trung tâm huấn luyện, World Arena Ice Hall ở Colorado Springs, Colorado, và The Granite Club tại Toronto.
Anh khởi đầu chuỗi giải Grand Prix với giải Grand Prix 2007 Skate America, nơi anh đoạt huy chương đồng. Anh đoạt huy chương vàng tiếp theo đó tại giải Grand Prix 2007 Trophée Éric Bompard, và kết thúc chuỗi giải với vị trí thứ 5 tại Chung kết Grand Prix 2007–08. Tiếp đó tại Giải Vô địch quốc gia Canada 2008, Chan đoạt chức vô địch quốc gia ở tuổi 17. Anh là một trong những nhà vô địch quốc gia trẻ nhất trong lịch sử của Canada — cùng với người giữ kỷ lục quốc gia về độ tuổi đăng quang là Charles Snelling, nhà vô địch năm 1954 ở tuổi 16.
Chan tiếp tục thi đấu tại Giải Vô địch Trượt băng nghệ thuật thế giới 2008 vào tháng 3. Anh xếp thứ 7 sau bài thi ngắn và xếp thứ 11 sau bài thi tự do, thứ hạng chung cuộc là 9. Canada trước đó đã có 2 suất tham dự Giải Vô địch Thế giới 2008. Nhờ thứ hạng của Chan, kết hợp với kết quả của Jeffrey Buttle, vận động viên đã vô địch giải đấu năm đó, Canada đã có 3 suất thi đấu đơn nam tại Giải Vô địch Trượt băng nghệ thuật Thế giới 2009.
Vào tháng 5 năm 2008, Chan tham gia biểu diễn trong chương trình nghệ thuật Festa on Ice tại Hàn Quốc, theo lời mời của chủ trì là vận động viên trượt băng nghệ thuật đơn nữ Kim Yuna.

### Mùa giải 2008–2009: Nhà vô địch Bốn châu lục 2009, Á quân thế giới 2009

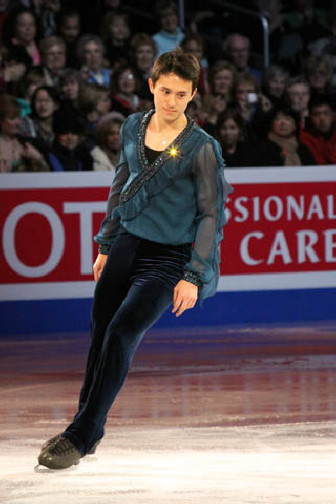
Chan và bài trình diễn gala tại Giải vô địch thế giới 2009

Khởi đầu mùa giải 2008–2009, Chan vô địch cả hai giải Grand Prix anh tham gia là 2008 Skate Canada International và 2008 Trophée Éric Bompard, qua đó giành quyền tham dự Chung kết Grand Prix 2008–09 với vị trí cao nhất sau vòng loại. Anh xếp thứ 5 sau đêm chung kết xếp hạng.
Sau đó anh tham dự Giải Vô địch quốc gia Canada 2009 với tư cách đương kim vô địch. Anh xếp thứ nhất sau bài thi ngắn và bước vào bài thi tự do với khoảng cách dẫn 17.00 điểm so với vận động viên xếp thứ hai. Trong khi thực hiện bài thi tự do, anh đã mắc lỗi ở cú nhảy 3F, cú nhảy đáng lẽ phải được kết hợp với 3T theo kế hoạch biên đạo, nhưng đã tiếp đất thành công hai cú nhảy 3A (Triple–axel) lần đầu tiên trong sự nghiệp. Anh tiếp tục dẫn đầu bài thi tự do với cách biệt 30,96 điểm và giành huy chương vàng với khoảng cách tổng điểm là 48,52 điểm so với vận động viên đoạt huy chương bạc là Vaughn Chipeur.
Tại Giải Vô địch Bốn châu lục 2009, Chan xếp thứ nhất sau bài thi ngắn, anh đã nhận được đánh giá cấp độ 4 cho tất cả các động tác xoay và straight–line footwork. Tổng điểm đạt được của Chan cao hơn 7.25 điểm so với vận động viên xếp thứ hai là Evan Lysacek. Anh tiếp tục đứng nhất sau bài thi tự do, thực hiện thành công một tổ hợp nhảy xoay vòng trên không 3F–3T, một tổ hợp 3Lz–2T–2Lo và tiếp tục nhận được đánh giá cấp độ 4 cho tất cả các động tác xoay và straight–line footwork. Kết quả, anh đã vượt qua Evan Lysacek của Mỹ với khoảng cách 12.04 điểm để giành chức vô địch Bốn châu lục đầu tiên trong sự nghiệp.
Tại Giải Vô địch Trượt băng nghệ thuật Thế giới năm 2009, Chan xếp thứ 3 sau bài thi ngắn, đứng sau Brian Joubert và Evan Lysacek và xếp thứ 2 sau bài thi tự do, qua đó đoạt huy chương bạc đầu tiên tại Giải Vô địch Thế giới 2009 vào năm 18 tuổi, xếp sau nhà vô địch thế giới 2009 là Lysacek. Sau đó, Chan cũng tham gia thi đấu cho đoàn Canada tại Giải Vô địch Trượt băng nghệ thuật đồng đội Thế giới 2009 (2009 World Team Trophy). Anh xếp thứ 4 ở nội dung đơn nam và giúp Canada giành huy chương bạc toàn đoàn, với huy chương vàng thuộc về đoàn Hoa Kỳ và huy chương đồng cho đoàn Nhật Bản.
Sau mùa giải, Chan một lần nữa tham gia trình diễn tại Festa on Ice 2009 cùng với Kim Yuna.

### Mùa giải 2009–2010: Á quân thế giới 2010, Các chấn thương nghiêm trọng và Kỳ Olympic đầu tiên trong sự nghiệp

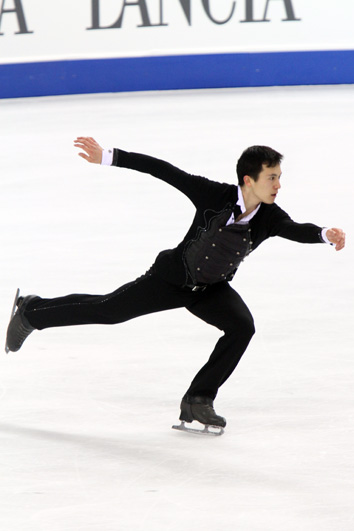
Chan tại Giải vô địch thế giới 2010

Vào tháng 7 năm 2009, Chan thực hiện thành công cú nhảy quad toe loop trong lúc khởi động tại giải Liberty Summer Competition 2009, nhưng anh đã không thực hiện động tác này trong bài thi.
Chan được cử tham gia 2 sự kiện Grand Prix là 2009 Rostelecom Cup và 2009 Skate Canada International cho mùa giải 2009–10 ISU Grand Prix.
Cùng năm đó anh không may bị nhiễm Virus cúm A H1N1 trong khi tham gia trại huấn luyện cường độ cao tại Vancouver. Việc phải dùng thuốc kháng sinh để điều trị sau đó đã gây tác dụng phụ với cơ thể, làm yếu cơ bắp và khiến Chan bị đau khi thực hiện các động tác nhảy. Sau đó anh bị rách cơ sinh đôi cẳng chân trái (gastrocnemius). Đây là chấn thương đầu tiên và nghiêm trọng nhất trong sự nghiệp của Chan. Trong thời gian nghỉ chữa trị chấn thương, để điều trị cho Chan, các bác sĩ đã phải rút máu của anh ra khỏi cơ thể, sau đó ly tâm và cô đặc trước khi truyền lại vào vùng cơ bắp bị tổn thương. Chấn thương nặng khiến Chan phải rút lui tại giải Grand Prix 2009 Rostelecom Cup trước thềm cuộc thi do. Sau đó, anh xếp thứ 6 chung cuộc tại sự kiện 2009 Skate Canada International.
Vào ngày 8/1/2010, anh thông báo đổi huấn luyện viên sang Lori Nichol, biên đạo múa lâu năm của anh, và Christy Krall, một chuyên gia kỹ thuật tại Colorado. Tại Giải Vô địch quốc gia Canada 2010, anh xếp thứ nhất sau bài thi ngắn, với khoảng cách 11.27 điểm trước Vaughn Chipeur, sau khi mắc lỗi với cú nhảy 3F và nhận được đánh giá cấp độ 4 cho tất cả các động tác xoay và hai chuỗi động tác biên đạo chuyển hướng (step sequences). Anh tiếp tục chiến thắng ở bài thi tự do và giành chức vô địch quốc gia tiếp theo với khoảng cách 45.92 điểm, qua đó lập được kỉ lục tổng điểm cao nhất tại Giải Vô địch quốc gia Canada. Thành tích này giúp anh giành được suất trong đội tuyển Olympic, cùng với Chipeur.
Sau đó, Chan tham gia Thế vận hội Mùa đông 2010 được tổ chức tại quê nhà của anh, Canada. Chan đứng thứ 7 trong bài thi ngắn và sau đó đạt được tổng điểm cá nhân tốt nhất cho bài thi tự do (Personal Best Score), xếp thứ 4 sau bài thi tự do và xếp thứ 5 chung cuộc. Sau mùa thi anh đã phát biểu rằng sự ủng hộ của khán giả tại sự kiện đã khiến anh nhận ra rằng anh rất tự hào khi mình là người Canada.
Sau Olympic Vancouver 2010, Chan lại tham gia Giải Vô địch Trượt băng nghệ thuật thế giới 2010. Anh xếp thứ 2 sau bài thi ngắn, chỉ thấp hơn 1.50 điểm so với vận động viên dẫn đầu là Daisuke Takahashi. Anh tiếp tục xếp thứ 2 sau bài thi tự do, với khoảng cách 8.98 điểm sau Takahashi, qua đó giành huy chương bạc thứ hai trong sự nghiệp thi đấu tại giải vô địch thế giới. Sau đó anh có chia sẻ mình đã nhận được khoảng tiền thưởng 27,000 USD.
Sau mùa giải, anh giới thiệu bài trình diễn mới của mình trên nền nhạc "Don't Worry, Be Happy" của  Bobby McFerrin, tại một buổi trình diễn ở Woodstock Skating Club vào tháng 4 năm 2010. Anh tiếp tục tham gia show diễn Festa on Ice trong năm thứ 3 liên tiếp và tham gia trình diễn tại All That Skate LA, một chuỗi chương trình khác cũng được chủ trì bởi Kim Yuna.

### Mùa giải 2010–2011: Nhà vô địch Thế giới và Chung kết Grand Prix, thiết lập 3 kỷ lục thế giới mới trong cùng mùa giải
Chan bắt đầu mùa giải với việc tham gia sự kiện Liberty Summer Competition 2010, nơi lần đầu tiên anh biểu diễn bài thi ngắn mới với nhạc nền Take Five, một bản nhạc biên trên nền jazz. Anh xếp thứ nhất sau bài thi ngắn,lần đầu tiên thực hiện thành công cú nhảy 4T trong một cuộc thi và được chấm điểm thực hiện (grade of execution – GOE) rất cao cho cú nhảy này. Trong bài thi tự do, anh mắc lỗi khi nhảy 4T, nhưng tiếp đất thành công tổ hợp 3A–3T lần đầu tiên trong sự nghiệp thi đấu, và giành huy chương vàng.
Chan được sắp xếp tham gia 2 giải Grand Prix là 2010 Skate Canada International và 2010 Cup of Russia trong mùa giải 2010–11 ISU Grand Prix. Tại Skate Canada, Chan va chạm với Adam Rippon trong buổi tập trên sân băng vào sáng trước ngày diễn ra buổi thi đấu. Anh xếp thứ tư trong bài thi ngắn sau khi bị ngã khi thực hiện các cú nhảy 4T, 3A và step sequence. Sau đó anh giành lại vị trí thứ nhất với bài thi tự do sau khi tiếp đất thành công cú nhảy 4T và 5 tổ hợp nhảy triple khác, qua đó giành huy chương vàng chung cuộc. Đó là lần đầu tiên trong sự nghiệp Chan thực hiện thành công một cú nhảy xoay 4 vòng trên không trong một cuộc thi của Liên đoàn trượt băng quốc tế (ISU). Mặc dù anh vẫn bị trượt ngã trong cú nhảy 3A với tổng cộng 4 cú ngã trong 2 bài thi, tổng điểm của anh vẫn đủ cao để đoạt huy chương vàng. Phong độ thi đấu của Chan tiếp tục không ổn định tại sự kiện 2010 Cup of Russia, với tổng cộng 4 cú ngã trong 2 bài thi tiếp đó. Anh xếp thứ nhất sau bài thi ngắn, với việc tiếp đất thành công tổ hợp 4T–3T và thất bại ở cú nhảy 3A. Trong bài thi tự do, anh lại bị ngã khi thực hiện một cú quad và hai cú triples. Chan xếp thứ hai sau cuộc thi, với khoảng cách 3.1 điểm sau Tomáš Verner. Kết quả tổng cộng ở hai sự kiện giúp anh vào được Chung kết Grand Prix trong cùng mùa giải. Phát biểu về bài thi của mình, Chan cho biết: "Tôi rất buồn về điều này. Trước sự kiện ở Nga, tôi đã có 4 lần duyệt bài trơn tru. Tôi chỉ không thể hiểu được vì sao mình không thể làm điều đó trong lúc thi đấu." Chan đã tìm đến nhà vô địch Olympic Brian Boitano để xin lời khuyên và góp ý từ ông, anh cho biết thêm: "Tôi phải tìm một cách khác để cải thiện kỹ thuật của mình, để buộc tâm trí của tôi phải thực hiện bài thi một cách đúng đắn, ngay cả khi tôi cảm thấy không khỏe.... Tôi không tin mình đã gặp vấn đề co rút cơ hay đại loại vậy. Và không ai ở trong hoàn cảnh của chúng tôi để hiểu được áp lực thi đấu trên sân băng hay đứng trước hàng ngàn người."
Tại Chung kết Grand Prix 2010–11, anh xếp thứ hai sau bài thi ngắn, kém chỉ 1.00 điểm so với Nobunari Oda của Nhật Bản. Anh đã tiếp đất thành công một cú nhảy 4T, một 3A và một tổ hợp 3F–3T. Anh xếp vị trí thứ nhất ở bài thi tự do và qua đó, giành chiến thắng chung cuộc ở Chung kết Grand Prix cùng năm. Tiếp đó, anh đoạt chức vô địch quốc gia lần thứ tư liên tiếp tại Giải Vô địch quốc gia Canada 2011. Trong bài thi ngắn, anh đã thực hiện thành công một cú nhảy 4T và một tổ hợp 3F–3T, mặc dù chỉ nhảy được cú 2A thay vì 3A như dự kiến. Anh tiếp tục về nhất ở bài thi tự do với việc thực hiện thành công các cú nhảy 4T, 4T–3T và 6 cú nhảy triple tiếp đó. Đây là lần đầu tiên anh tiếp đất thành công hai cú nhảy 4T trong bài thi. Kết quả chung cuộc, Chan giành chức vô địch quốc gia với 285.85 điểm. Điểm bài thi tự do và tổng điểm hai bài thi của anh năm đó cũng là mốc kỷ lục mới tại Giải Vô địch quốc gia Canada.
Tại Giải Vô địch Trượt băng nghệ thuật thế giới 2011 tổ chức tại Moscow sau một tháng bị hoãn, Chan dẫn đầu bài thi ngắn với 93.02 điểm, xác lập một kỷ lục thế giới mới. Trong bài thi tự do, anh mang về cho mình 187.96 điểm, qua đó thiết lập thêm kỷ lục thế giới thứ hai, mang về tổng điểm 280.98 sau hai ngày thi đấu. Vào tháng 9, anh được trao 3 chứng nhận Kỷ lục Guinness Thế Giới  cho việc lập 3 kỷ lục thế giới với điểm bài thi ngắn, điểm bài thi tự do và tổng điểm dự thi ở Giải Vô địch Thế giới.
Trong suốt mùa giải, anh đã tham khảo nhiều ý kiến từ Brian Boitano. Kết thúc mùa giải, anh tham gia các show diễn trượt băng tại Bắc Kinh, Thượng Hải, Đài Loan và Hàn Quốc. Sau đó anh vẫn tiếp tục tập luyện với cú nhảy quad salchow, mặc dù cú triple salchow trước đó cũng không phải thế mạnh của anh.

### Mùa giải 2011–2012: Cú ăn 3 lịch sử cùng cột mốc Grand Slam và Career Grand Slam
Để chuẩn bị cho mùa giải 2011–2012, Chan đã làm việc với tiến sĩ Peter Davis, cựu giám đốc khoa học thể thao của Ủy ban Olympic Hoa Kỳ; biên đạo múa Lori Nichol; Kathy Johnson, huấn luyện viên phụ trách huấn luyện độ dẻo và thăng bằng; Andy O'Brien, huấn luyện viên phụ trách sức bền – thể chất – dinh dưỡng; bác sĩ vật lý trị liệu Mark Lindsay; và huấn luyện viên Eddie Shipstead, chuyên gia kỹ thuật cho các cú nhảy quads, với phương pháp huấn luyện sử dụng thiết bị hỗ trợ giúp ngăn ngừa chấn thương.
Chan được cử đến tham gia 2 giải Grand Prix là 2011 Skate Canada International và 2011 Trophée Eric Bompard trong mùa giải Grand Prix cùng năm. Tại Skate Canada, Chan xếp thứ ba sau bài thi ngắn và xếp thứ nhất sau bài thi tự do, qua đó giành huy chương vàng. Anh tiếp tục đoạt chức vô địch giải Grand Prix 2011 Trophée Eric Bompard và tiến thẳng vào Chung kết Grand Prix 2011–12.
Ngay trước sự kiện Chung Kết Grand Prix, một cuộc phỏng vấn liên quan đến Chan đã gây tranh cãi; Chan và các quan chức từ Liên đoàn Trượt Băng Canada – Skate Canada đều cho rằng các phát ngôn của anh đã bị hiểu lầm. Năm 2011, các chi phí đầu tư cho anh được báo cáo vào khoảng CAN$ 150,000. Anh duy trì sự nghiệp trượt băng bằng việc tham gia biểu diễn trong các chương trình và tổ chức gây quỹ. Chan đã nói rằng cha mẹ anh đã hy sinh nhiều để anh có thể theo đuổi trượt băng nghệ thuật và anh cảm thấy mình có phần được kết nối với gốc gác Trung Hoa nhờ vào sự hỗ trợ mà anh nhận được từ cộng đồng người Canada gốc Hoa.
Vào tháng 12 năm 2011, Chan thi đấu tại Chung kết Grand Prix 2011–12. Anh đứng nhất trong cả bài thi ngắn và bài thi tự do, qua đó giành huy chương vàng chung cuộc với khoảng cách 11.18 điểm trước Daisuke Takahashi.
Anh tiếp tục thi đấu tại Giải Vô địch quốc gia Canada 2012 vào tháng 1 năm 2012. Với bài thi ngắn, anh đã thực hiện thành công tổ hợp 4T–3T, một cú nhảy 3A và một cú 3Lz, nhận được đánh giá cấp độ 4 cho tất cả các động tác xoay và footwork. Anh còn đạt được điểm 10.00 cho cột điểm thành phần bài thi (program component scores – PCS). Anh tiếp tục dẫn đầu bài thi tự do với việc nhận được 10.00 cho một vài phân đoạn điểm thành phần. Chan đã giành được danh hiệu quốc gia thứ 5 trong sự nghiệp với 302.14 điểm, tạo khoảng cách 62.70 điểm so với vận động viên đoạt huy chương bạc là Kevin Reynolds, qua đó tiếp tục phá kỷ lục tổng điểm của chính mình tại giải vô địch quốc gia Canada.
Vào tháng 2 năm 2012, Chan thi đấu tại Giải Vô địch Bốn châu lục 2012. Anh đứng nhất sau bài thi ngắn với khoảng cách 4.51 điểm xếp trước Takahito Mura, và tiếp tục giữ vững vị trí sau bài thi tự do, dẫn trước Daisuke Takahashi 24.25 điểm và tiếp tục nhận được mức điểm 10.00 cho PCS. Anh đoạt chức vô địch Bốn châu lục 2012 với tổng điểm 273.94.
Cuối tháng 3 năm 2012, Cham tham gia Giải Vô địch Trượt băng nghệ thuật Thế giới 2012 tại Nice, Pháp, và bảo vệ thành công danh hiệu vô địch thế giới với chức vô địch lần thứ hai liên tiếp. Anh đứng nhất ở cả hai bài thi và kết thúc cuộc thi với tổng điểm 266.11, cao hơn 6.45 so với á quân là Daisuke Takahashi. Kết quả này đã từng gây chấn động và tranh cãi với công chúng.
Với việc đoạt cùng lúc 3 danh hiệu quan trọng trong mùa giải 2011–2012 tại Giải Vô địch Thế giới, Chung kết Grand Prix, và Giải Vô địch Bốn châu lục trong năm 2012, Patrick Chan chính thức có cho mình cột mốc Grand Slam và Career Grand Slam trong sự nghiệp trượt băng nghệ thuật. Cùng với Alexei Yagudin, Evgeni Plushenko và Brian Joubert, anh là 1 trong 4 vận động viên trượt băng đơn nam trên thế giới đã từng đạt được Grand Slam và hiện tại vẫn là vận động viên đơn nam duy nhất trong lịch sử bộ môn của Canada và của Bắc Mỹ đạt được cột mốc này.
Vào ngày 16/4/2012, truyền thông thế giới đưa tin Chan đã chấp nhận đơn xin từ chức của Krall trong đội ngũ huấn luyện của anh. Anh đã gửi lời cảm ơn Krall vì đã giúp anh cải thiện các cú nhảy quad trong quá trình luyện tập.

### Mùa giải 2012–2013: Lên ngôi Vô địch thế giới lần thứ 3 liên tiếp cùng đội ngũ huấn luyện mới

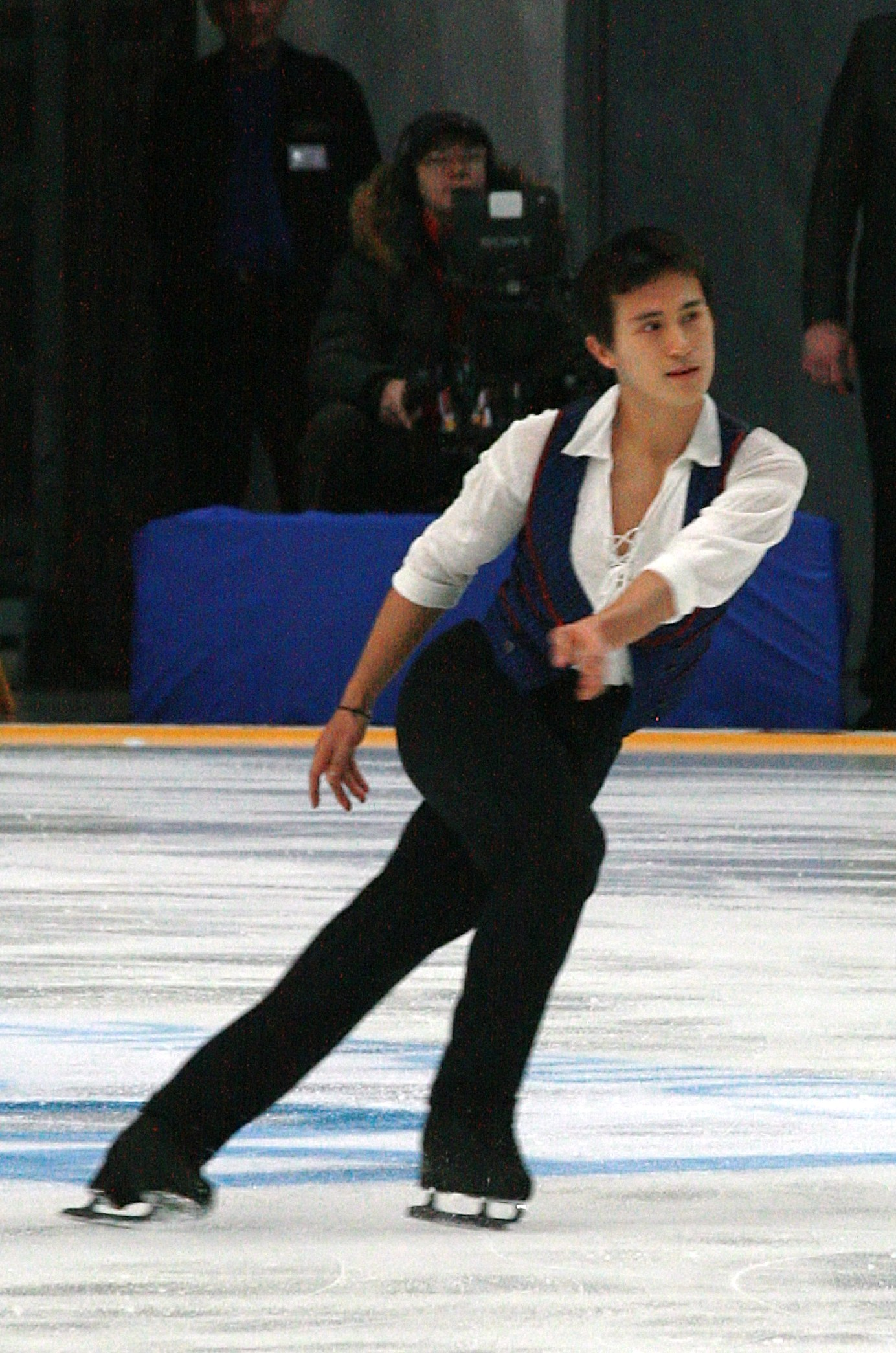
Chan tại sự kiện Grand Prix 2012 Rostelecom Cup

Trong suốt mùa giải, Chan được huấn luyện bởi Kathy Johnson và Eddie Shipstead. Anh đã chia tay biên đạo múa kỳ cựu Lori Nichol và làm việc với Jeff Buttle và David Wilson để hoàn thành các bài thi mới cho mùa giải.
Khởi đầu mùa giải, Chan đứng thứ 6 tại sự kiện Japan Open. Tại giải Grand Prix 2012 Skate Canada International, anh thi đấu với tư cách đương kim vô địch và đoạt huy chương bạc chung cuộc, xếp sau Javier Fernández của Tây Ban Nha. Tại giải Grand Prix 2012 Cup of Russia, anh đoạt huy chương vàng với vị trí nhất bảng ở cả bài thi ngắn và bài thi tự do, qua đó giành quyền tham dự Chung Kết Grand Prix 2012–13 và giành huy chương đồng. Trong chuyến lưu diễn vào tháng 12 cùng năm, anh đã tham khảo ý kiến của các nhà vô địch Canada trước đây về việc chuẩn bị tâm lý trước khi thi đấu.
Vào tháng 1 năm 2013, tại Giải Vô địch quốc gia Canada 2013, Chan đứng nhất toàn bảng ở cả bài thi ngắn và bài thi tự do, kết thúc giải đấu với danh hiệu vô địch quốc gia lần thứ 6 liên tiếp. Tại Giải Vô địch Trượt băng nghệ thuật Thế giới 2013, tổ chức tại London, Ontario, Canada, Chan dẫn đầu sau bài thi ngắn với việc tiếp đất thành công tổ hợp 4T–3T, 3A, và 3Lz, cùng với đánh giá cấp độ 4 cho các động tác xoay và footwork, với khoảng cách 6.81 điểm so với Denis Ten của Kazakhstan. Anh đã lập được kỷ lục thế giới mới cho bởi Hệ thống chấm điểm ISU. Trong bài thi tự do, anh mắc phải một số lỗi khi thực hiện các cú nhảy và xếp thứ hai trong bảng điểm bài thi tự do nhưng vẫn giành được đủ điểm để giữ vị trí dẫn đầu. Anh về nhất với 267,78 điểm chung cuộc, dẫn trước Ten 1.3 điểm và giành huy chương vàng, qua đó giành được danh hiệu vô địch thế giới lần thứ ba liên tiếp. Kết quả này đã được tranh luận bởi nhiều chuyên gia trượt băng về việc Chan hay Ten xứng đáng chiến thắng hơn.
Trong mùa hè năm 2013, Chan chuyển địa điểm tập luyện từ Colorado về Detroit để tiếp tục làm việc với Kathy Johnson.

### Mùa giải 2013–2014: Á quân chung kết Grand Prix, cú đúp huy chương bạc đơn nam và đồng đội tại Olympic Soichi 2014

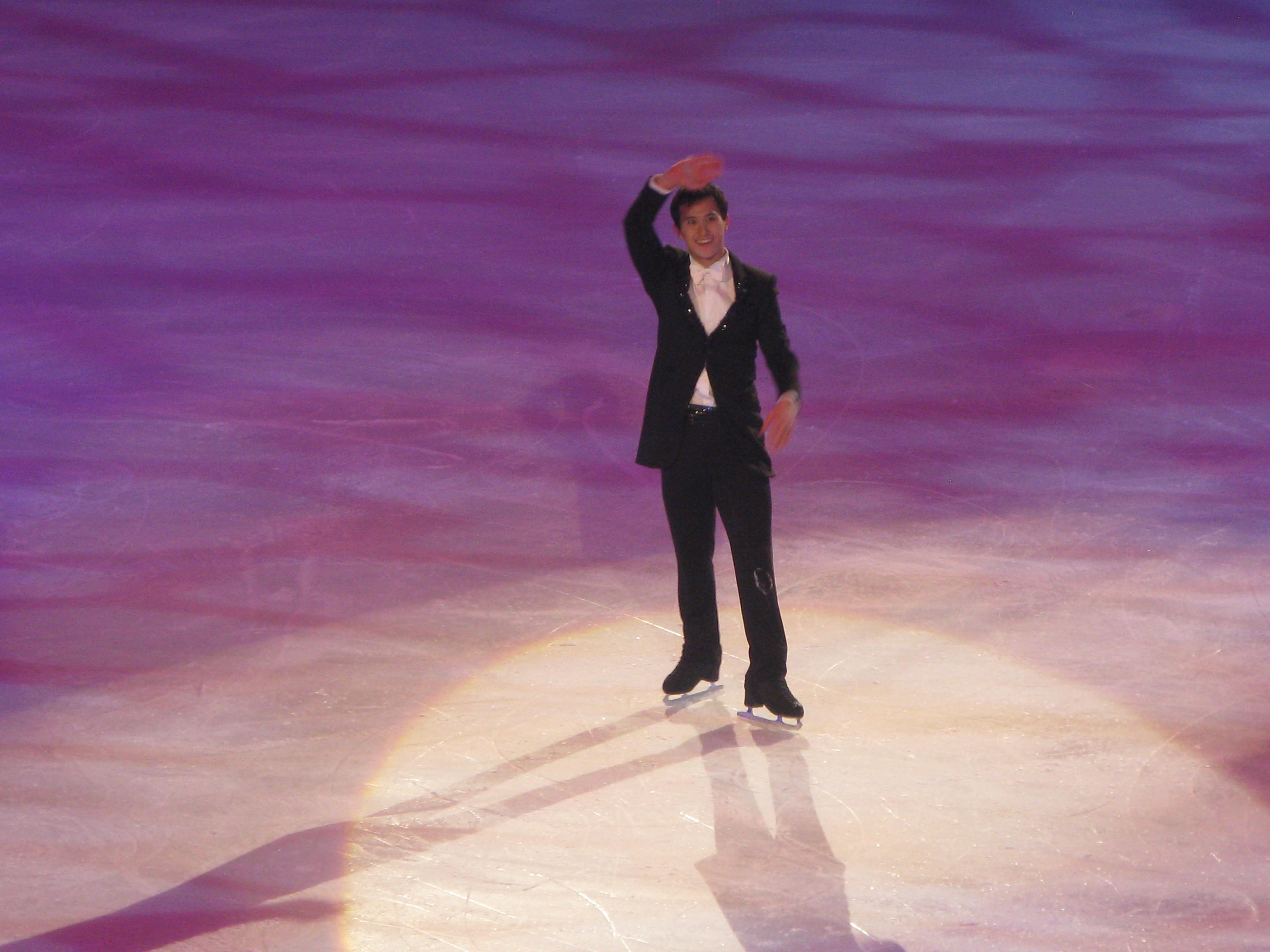
Chan tại sự kiện Grand Prix 2013 Trophée Éric Bompard

Trong mùa giải  2013–14 ISU Grand Prix, Chan thắng lớn ở cả hai giải Grand Prix 2013 Skate Canada International và 2013 Trophée Éric Bompard với việc phá kỷ lục thế giới của chính mình và thiết lập kỷ lục thế giới mới ở cả bài thi ngắn và bài thi tự do. Anh tiếp tục giành huy chương bạc tại Chung kết Grand Prix 2013–14, xếp sau Yuzuru Hanyu của Nhật Bản.
Tại Thế vận hội Mùa đông 2014, Chan mở màn với phần thi ở nội dung đồng đội. Anh hoàn thành phần thi đơn nam trong nội dung đồng đội và xếp vị trí thứ 3, qua đó đóng góp cho tấm huy chương bạc đồng đội của Canada trong kỳ thế vận hội này.
Trong các phần thi ở nội dung cá nhân, Chan xếp thứ hai sau bài thi ngắn, với khoảng cách 3.93 điểm thấp hơn so với kỷ lục thế giới mới thiết lập của Hanyu và cao hơn 10 điểm so với các vận động viên còn lại. Các yếu tố trong bài thi của Hanyu về mặt lý thuyết giống Chan, nhưng chất lượng và cường độ thực hiện có phần nhỉnh hơn trong cú nhảy triple axel (3A). Hanyu trượt ngã 2 lần trong bài thi tự do và bị trừ điểm trong cú nhảy triple do lỗi tiếp đất hai chân, trong khi Chan cũng mắc vài lỗi bật nhảy cùng với việc không thành công ở cú nhảy double axel. Kết quả chung cuộc, Hanyu xếp cao hơn Chan trong bài thi tự do với khoảng cách 0.54 điểm và giành huy chương vàng, trong khi Chan giành được huy chương bạc thứ hai tại kỳ Olympic thứ hai mà anh tham gia trong sự nghiệp.

### Mùa giải 2014–2015: Tạm ngưng thi đấu
Tháng 9 năm 2014, Liên đoàn trượt băng Canada – Skate Canada ra thông báo chính thức rằng Chan sẽ nghỉ thi đấu gần hết mùa giải 2014–2015 và sẽ trở lại vào mùa giải 2015–2016. Anh chỉ nhận lời mời tham gia sự kiện Japan Open vào tháng 10 năm 2014; và giành giải nhất chung cuộc với bài thi tự do mới.

### Mùa giải 2015–2016: Trở lại với Chức vô địch Bốn châu lục 2016 và duy trì thành tích bất bại tại Giải Vô địch quốc gia

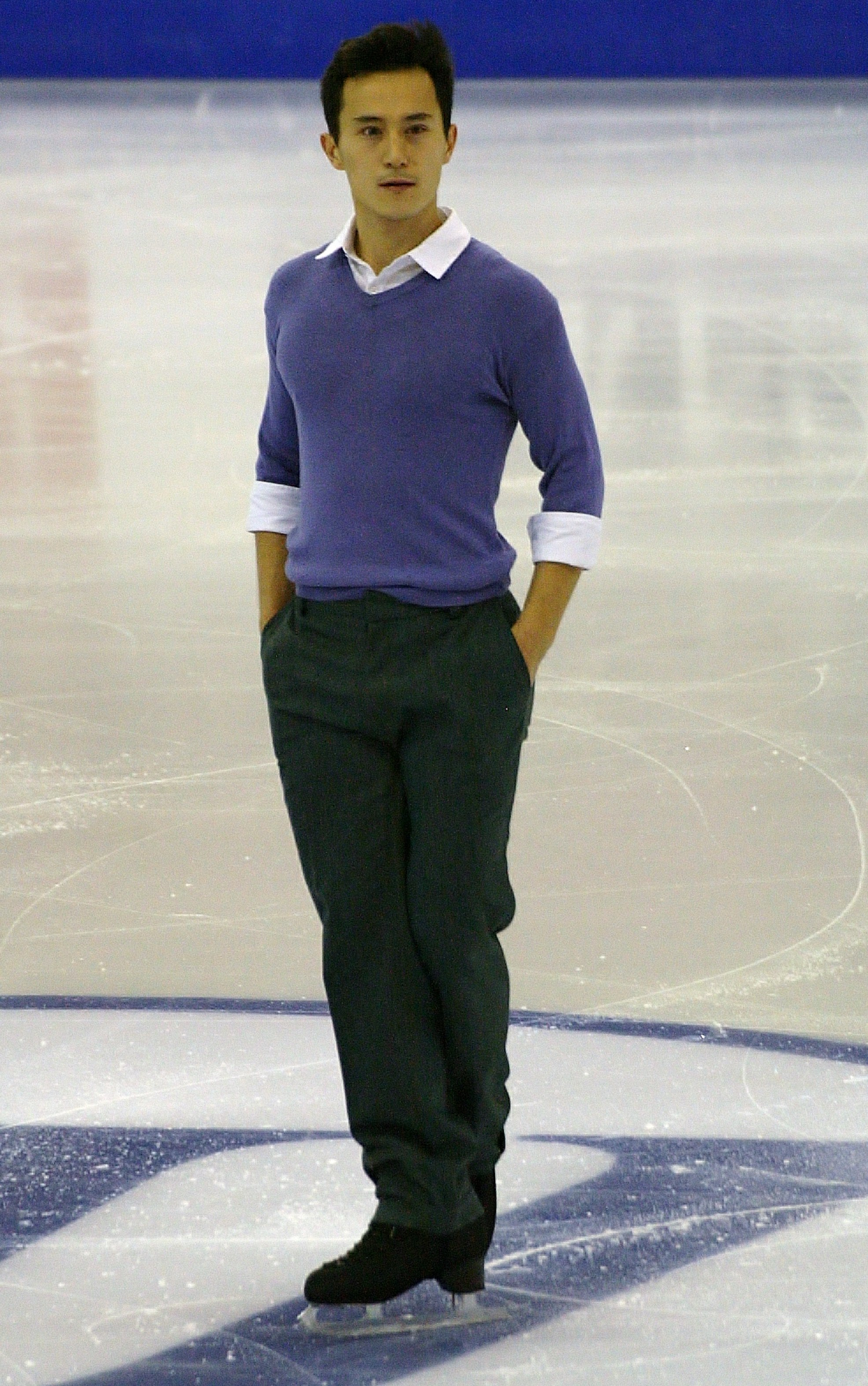
Patrick Chan tại Chung kết Grand Prix 2015–16

Suốt mùa xuân năm 2015, Chan xác nhận với truyền thông anh sẽ trở lại thi đấu vào mùa giải 2015–2016. Anh được cử đến hai giải Grand Prix 2015 Skate Canada International và 2015 Trophée Éric Bompard. Tại Skate Canda, anh thắng nhà vô địch Olympic Yuzuru Hanyu và có cho mình danh hiệu Skate Canada thứ 5 trong sự nghiệp, qua đó cân bằng kỷ lục về số chiến thắng tại Skate Canada gần nhất. Anh xếp thứ tư tại Chung kết Grand Prix cùng mùa, đứng thứ 3 sau bài thi tự do với việc tiếp đất thành công một cú nhảy quads.
Anh tiếp tục bảo vệ thành công danh hiệu quốc gia tại Giải Vô địch quốc gia Canada 2016.
Sau đó, anh lên ngôi vô địch lần thứ 3 tại Giải Vô địch Bốn châu lục 2016 tại Đài Bắc, Đài Loan, đánh bại Jin Boyang của Trung Quốc và đạt cột mốc mới cho thành tích cá nhân tốt nhất trong bài thi tự do. Anh xếp thứ 5 chung cuộc tại Giải Vô địch Trượt băng nghệ thuật thế giới 2016 sau khi đứng thứ 3 ở bài thi ngắn và thứ 5 ở bài thi tự do.

### Mùa giải 2016–2017: San bằng Kỷ lục số danh hiệu Grand Prix Skate Canda
Chan và HLV Johnson quyết định chuyển đến tập luyện tại Vancouver vào tháng 7 năm 2016. Sau đó huấn luyện viên của anh từ chức vào tháng 8 năm 2016, và quyết định chuyển đến Vancouver bị hoãn lại. Vào ngày 23/9/2016, Chan ra mắt đội ngũ huấn luyện mới với huấn luyện viên trưởng Marina Zueva và địa điểm tập luyện tại trung tâm huấn luyện ở Canton, Michigan. Anh đã ở lại Canton suốt mùa thi để luyện tập.
Điểm nhấn lớn nhất trong mùa giải của anh là chức vô địch Grand Prix Skate Canada lần thứ 6 và việc thiết lập một kỷ lục chiến thắng mới, phá vỡ kỷ lục số lần chiến thắng mà anh đã cân bằng với Elvis Stojko, huyền thoại trượt băng nghệ thuật Canada và là người đã thắng 5 danh hiệu Skate Canada trong suốt sự nghiệp của ông. Trong hai năm liên tiếp, Chan đã vượt qua Yuzuru Hanyu để dành chiến thắng tại đấu trường Skate Canada. Tại giải Grand Prix tiếp theo là Cup of China, anh tiếp tục đánh bại vận động viên đang giữ huy chương đồng thế giới là Jin Boyang để giành tiếp huy chương vàng. Anh xếp thứ hai sau bài thi ngắn tại Chung kết Grand Prix cùng mùa và xếp thứ 5 chung cuộc.
Tiếp tục mùa giải, Chan tiếp tục dễ dàng bảo vệ danh hiệu vô địch quốc gia lần thứ 9, một thành tích cân bằng với kỷ lục về số lần vô địch quốc gia đang được giữ tại Giải Vô địch quốc gia Canada vào thời điểm đó.
Tại Giải Vô địch Trượt băng nghệ thuật Thế giới 2017, anh đạt cột mốc điểm bài thi cá nhân tốt nhất cho bài thi ngắn với 102.13 điểm, với tiềm năng giành huy chương được đánh giá cao, nhưng lại xếp thứ 5 chung cuộc sau bài thi tự do. Trong mùa giải, anh đã cố gắng thực hiện các cú nhảy Quad Salchow trong bài thi để đáp ứng với độ khó ngày càng tăng đến từ hệ thống chấm điểm và tăng khả năng cạnh tranh với các đối thủ cạnh tranh hàng đầu.

### Mùa giải 2017–2018: Huy chương vàng Olympic đầu tiên trong sự nghiệp, Danh hiệu Quốc gia thứ 10, và tuyên bố giải nghệ ở tuổi 27

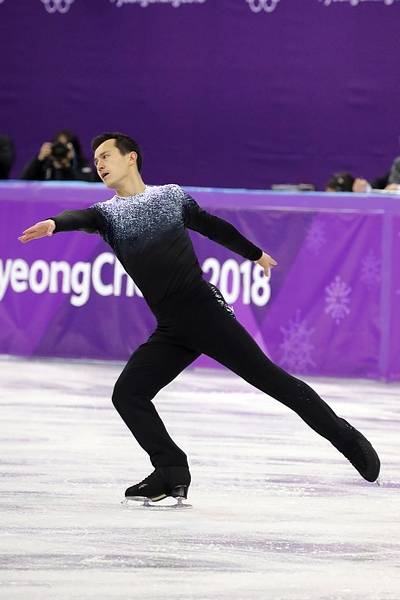
Chan thi đấu với bài thi ngắn tại Thế vận hội Mùa đông 2018

Trong mùa giải thi đấu cuối cùng, Chan đứng thứ tư ở giải Grand Prix 2017 Skate Canada International và rút lui khỏi sự kiện Grand Prix 2017 NHK Trophy. Theo thông báo từ Skate Canada, anh đã đến Vancouver để nghỉ ngơi sau các khủng hoảng tâm lý khi thi đấu, và bắt đầu tập luyện với huấn luyện viên Ravi Walia. Vào tháng 1 năm 2018, anh mang về cho mình danh hiệu quốc gia thứ 10 tại Giải Vô địch Quốc gia Canada 2018, qua đó thiết lập kỷ lục mới về số danh hiệu đơn nam trên đấu trường Giải Vô địch Quốc gia Canada.
Vào tháng 2 năm 2018, Chan đại diện Canada tham gia Thế vận hội Mùa đông 2018 tại Pyeongchang, Hàn Quốc. Đây là kỳ Olympic thứ ba trong sự nghiệp của anh. Tại đây, anh đã giành được huy chương vàng Olympic lần đầu tiên và cũng là huy chương Olympic thứ ba trong sự nghiệp thi đấu với hai bài thi ở nội dung đồng đội và chiến thắng trước Đoàn vận động viên Ủy ban Olympic Nga – ROC. Với việc đoạt một huy chương vàng Olympic vào năm 2018, Chan đã hoàn thành cột mốc Career Golden Slam vào mùa giải cuối cùng trước khi tuyên bố giải nghệ. Ở phần thi đồng đội, anh tham gia ở cả bài thi ngắn và bài thi tự do, xếp thứ 3 sau bài thi ngắn và thứ nhất sau bài thi tự do. Kết quả này giúp Canada ghi được 18 điểm, nhiều hơn 6 điểm so với vận động viên Mikhail Kolyada của Nga. Ở nội dung thi đấu đơn nam, Chan xếp thứ 9 chung cuộc sau khi đứng thứ 6 ở bài thi ngắn và thứ 8 ở bài thi tự do. Anh thực hiện một cú nhảy triple thay vì quads, mắc lỗi xoay thiếu vòng ở một cú nhảy triple khác và lỗi chống tay khi tiếp đất cú triple axel. Kết thúc Thế vận hội Pyeong Chang 2018, anh cho biết kỳ Olympic Mùa đông 2018 là cuộc thi cuối cùng anh tham gia với tư cách vận động viên chuyên nghiệp. Vào ngày 16 tháng 4 năm 2018, Patrick Chan chính thức tuyên bố giải nghệ, giã từ sự nghiệp thi đấu ở tuổi 27 sau 12 mùa giải và khép lại hành trình với nhiều dấu ấn của một trong những vận động viên trượt băng nghệ thuật đơn nam thành công nhất trong lịch sử Canada.

### Sự nghiệp sau giải nghệ: Đại sứ thiện chí tại Thế vận hội Giới trẻ 2020
Sau khi giải nghệ vào năm 2018, Chan vẫn tiếp tục tham gia các buổi trình diễn trượt băng tại Canada và các nước trên thế giới. Vào tháng 12 năm 2018, anh gặp chấn thương đứt dây chằng đầu gối sau một tai nạn trượt tuyết.
Năm 2020, anh trở thành đại sứ thiện chí của Ủy Ban Olympic Quốc Tế, và được chọn là Vận Động Viên Hình Mẫu – Role Model Athlete đại diện cho bộ môn Trượt Băng Nghệ Thuật tại Thế vận hội Trẻ Mùa Đông 2020 – 2020 Winter Youth Olympics, tổ chức tại Lausanne, Thụy Sĩ.

## Kỹ thuật trượt băng
Nhà vô địch Olympic 1994 Alexei Urmanov đã từng khen ngợi kỹ thuật trượt băng của Patrick Chan bằng câu nói "Tất cả các kỹ thuật trượt của cậu ấy xuất sắc vượt trội hơn tất cả các đối thủ và không cần phải cải thiện điểm nào nữa." 

### Kỹ thuật trượt băng
Chan sở hữu nền tảng kỹ thuật trượt băng cực kỳ vững vàng, kỹ năng trượt băng của anh thậm chí từng được mô tả là bước đi trước cả sự phát triển của bộ môn trượt băng nghệ thuật mà các thế hệ vận động viên hướng đến trong nhiều năm. Nhà vô địch Thế giới 2016 Eric Radford đã từng mô tả Chan là "Skater của các Skaters", với kỹ thuật trượt băng được các vận động viên trên khắp thế giới xem là tiêu chuẩn trình diễn. Anh được mệnh danh là "Ông hoàng kỹ thuật trượt" với những kỹ năng trượt băng trình độ cao và đó được xem là thành quả đào tạo của huyền thoại Osborne Colson, huấn luyện viên đầu tiên của anh. Nhà vô địch Olympic 1992, Viktor Petrenko, từng phát biểu rằng: "Không khó để hiểu vì sao Điểm trình bày – PCS của Chan luôn được chấm cao một cách vượt trội nếu chú ý đến số lần thực hiện động tác "crossovers" (động tác chéo chân tăng tốc) trong mỗi bài thi của cậu ấy, và đó là tiêu chuẩn rõ ràng nhất cho thấy mỗi yếu tố trong bài thi đều đạt trình độ cao nhất."
Kỹ thuật trượt băng tầm cao của Chan rất nổi tiếng, đi kèm với cả tính thẩm mỹ trong các bài thi của anh. Khả năng kiểm soát chuyển động trên mặt băng của Chan cực kì mượt mà, và thường được đặc tả là các chuyển động với điểm tựa đặt trên cạnh lưỡi trượt thay vì toàn bộ lưỡi trượt như cách di chuyển trên băng thường thấy ở các vận động viên khác. Khả năng điều khiển tốc độ trên sân băng cho phép Chan tăng tốc và lấy đà trong thời gian ngắn để đạt được tốc độ cần thiết, nhờ đó anh có thể thực hiện những cú nhảy quads trong khoảng tiếp cận ngắn, trong khi rất nhiều vận động viên khác thường phải trượt một quãng đường dài hơn quanh sân để lấy đà khi thực hiện nhảy quads. Về mặt hài hòa, các bài thi của Chan cũng thường được biên đạo với những yếu tố kết nối giữa các cú nhảy rất tốt. Một điểm độc đáo không kém trong kỹ thuật trượt băng của anh là kỹ thuật trượt và giữ nhịp trên một chân xuyên suốt nửa chiều dài sân băng, và khả năng thực hiện những chuyển động cong với quỹ đạo lớn và phức tạp. Kỹ thuật trượt một chân thuần thục này đã từng được anh trình diễn tại Giải vô địch Trượt băng nghệ thuật Thế giới 2011 ở Moscow, với chuỗi động tác chuyển hướng (steps sequence) được thực hiện hoàn toàn trên một chân và nhận được mức điểm đánh giá +2 GOE từ toàn bộ hội đồng chấm thi. Chan mang đậm dấu ấn cá nhân với phong cách trượt băng độc đáo nhờ khả năng sử dụng đầu gối linh hoạt trong kiểm soát chuyển động cũng như khả năng vận dụng cạnh lưỡi trượt nhuần nhuyễn nhằm đạt được tốc độ trượt lý tưởng. Ngay từ khi còn trẻ, anh đã được đánh giá cao về kỹ thuật trượt mượt mà, độ bao phủ sân băng cao và khả năng diễn xuất nhập tâm khi thi đấu cũng như tính nghệ thuật của các bài thi. Anh cũng từng nổi tiếng với những bài thi có độ khó biên đạo cao, kỹ thuật chuyển cạnh lưỡi trượt điêu luyện với độ nghiêng sâu lý tưởng cùng các chuỗi động tác chuyển hướng rất linh hoạt và phức tạp, nhờ đó anh được xem là một trong những vận động viên tiên phong cho kỷ nguyên hiện đại của trượt băng nghệ thuật đơn nam với những bài thi mạnh về cả tính kỹ thuật và nghệ thuật. Từ năm 15 tuổi, Chan đã từng nhận được đánh giá cấp độ 4 cho nội dung step sequence – Mức độ khó cao nhất. Kỹ thuật steps và chuyển hướng xuất sắc của anh được các giám khảo xem là tiêu chuẩn đánh giá để tham khảo dưới hệ thống chấm điểm của ISU.
Phát biểu về kỹ thuật trượt băng của Chan, huấn luyện viên Marina Zoueva đã từng nói rằng: "Patrick còn là một nghệ sĩ biểu diễn chứ không chỉ đơn thuần là một vận động viên với những cú nhảy. Trượt băng là lẽ sống của cậu ấy, có lẽ đó là lí do cậu ấy trở lại với sân băng. Được xem cậu ấy trượt băng là một niềm hạnh phúc thật sự với một huấn luyện viên".
Nhận xét về các đóng góp của Chan đối với lịch sử phát triển trượt băng tại Canada và trên toàn thế giới, ký giả Pj Kwong của CBC đã viết: "Chan là thành viên mới nhất trong hàng dài các vận động viên trượt băng đơn nam người Canada đã có được bước nhảy vọt từ vị thế Nhà vô địch Trượt băng nghệ thuật thành Huyền thoại Trượt băng nghệ thuật. Sự khác biệt giữa hai phạm trù này chính là việc các nhà vô địch giành được danh hiệu, trong khi các huyền thoại có đóng góp đáng kể trong việc thay đổi sự phát triển của bộ môn mà họ theo đuổi." 

### Kỹ thuật nhảy
Về mặt kỹ thuật nhảy, Chan được biết đến chủ yếu với 6 loại cú nhảy triple – xoay 3 vòng trên không (Axel, Lutz, Flip, Salchow, Toe Loop, Loop) bao gồm cả cú Triple Axel với 3.5 vòng xoay trên thực tế, và 2 loại cú nhảy quadruple – xoay 4 vòng trên không (toe loop, salchow). Từ mùa giải 2010 – 2011, anh đã thực hiện các cú nhảy 4T trong cả bài thi ngắn và bài thi tự do, đồng thời tiếp đất thành công 1 cú nhảy 4T trong bài thi ngắn và 2 cú nhảy 4T cho bài thi tự do trong 3 năm liên tiếp thi đấu tại Giải vô địch Thế giới từ năm 2011 đến năm 2013. Anh thực hiện cú nhảy 4 Salchow lần đầu tiên vào năm 25 tuổi, trong mùa giải 2016 – 2017. Ngoài ra, anh cũng từng đặt mục tiêu thực hiện cú nhảy 4 Flip để chuẩn bị cho Thế vận hội Mùa đông 2018.
Ở những năm đầu sự nghiệp thi đấu cấp cao, trong các mùa giải 2008 – 2009 và 2009 – 2010 tại các giải Grand Prix 2008 Trophée Éric Bompard và  2009 Skate Canada International, Chan từng mắc lỗi xuất phát sai cạnh giày khi thực hiện các cú nhảy 3 Flip. Qua quá trình tập luyện và cải thiện kỹ thuật, anh đã có thể tiếp đất đúng chuẩn và ổn định các cú nhảy 3F trong các giải đấu thuộc các mùa giải về sau.
Trong bảng điểm bài thi tự do của Chan tại Thế vận hội Mùa đông 2014, tổ hợp nhảy 4T-3T của anh từng nhận được đánh giá hoàn hảo, với mức điểm thực hiện +3 GOE từ hội đồng chấm thi, mức cao nhất trong cột điểm thực hiện với một yếu tố tổ hợp nhảy trong bài thi đơn nam. Mặt khác, điểm yếu trong kỹ thuật nhảy của Chan lại thường thể hiện ở các cú nhảy Axel, phần lớn là cú nhảy 3A.

### Kỹ thuật xoay
Bên cạnh kỹ thuật trượt băng xuất sắc và kỹ thuật nhảy quads ổn định, Chan cũng sở hữu kỹ thuật thực hiện các động tác xoay với trình độ cao.
Đối với các động tác xoay, anh thường xuyên nhận được mức đánh giá Cấp độ 4 từ khi mới 15 tuổi và lần đầu thi đấu tại Giải Grand Prix 2006 NHK Trophy. Trong tất cả các kỹ thuật xoay, động tác xoay Camel Spin của Chan được đánh giá cao nhất.

## Kỷ lục và Thành tựu
- Vận động viên giữ kỷ lục thế giới cho tổng điểm dự thi đơn nam. Chan đã lập 2 kỷ lục thế giới nội dung này và giữ kỷ lục liên tục từ ngày 28/4/2011 đến ngày 28/11/2015.
- Vận động viên giữ kỷ lục thế giới cho điểm bài thi ngắn đơn nam. Chan đã lập 3 kỷ lục thế giới cho nội dung này, kỷ lục thứ nhất được giữ từ ngày 27/4/2011 đến ngày 19/4/2012; kỷ lục thứ hai được giữ từ ngày 13/3/2013 đến ngày 15/11/2013; kỷ lục thứ ba được giữ từ ngày 15/11/2013 đến ngày 5/12/2013.
- Vận động viên giữ kỷ lục thế giới cho điểm bài thi tự do đơn nam. Chan đã lập 2 kỷ lục thế giới cho nội dung này và giữ kỷ lục liên tục từ ngày 28/4/2011 đến ngày 28/11/2015.
- Vận động viên đơn nam đầu tiên ngoài khu vực châu Âu đạt được Grand Slam dưới hệ thống chấm điểm của ISU – cột mốc được thiết lập trong mùa giải 2011–2012.
- Vận động viên đơn nam trẻ nhất đến từ khu vực ngoài châu Âu đạt được Grand Slam dưới hệ thống chấm điểm của ISU – cột mốc được thiết lập trong mùa giải 2011–2012.
- Vận động viên đơn nam đầu tiên ngoài khu vực châu Âu đạt được hai cột mốc Career Grand Slam dưới hệ thống chấm điểm của ISU – kỷ lục được thiết lập trong năm 2012.

### Danh sách kỷ lục thế giới của Patrick Chan
Chan đã thiết lập 7 kỷ lục thế giới trong sự nghiệp trượt băng nghệ thuật, với 3 lần tự phá kỷ lục của chính mình:
| Kỷ lục tổng điểm dự thi đơn nam   | Kỷ lục tổng điểm dự thi đơn nam | Kỷ lục tổng điểm dự thi đơn nam | Kỷ lục tổng điểm dự thi đơn nam                                                                                    |
| Thời gian                         | Điểm số                         | Giải đấu                        | Ghi chú |
| --------------------------------- | ------------------------------- | ------------------------------- | --- |
| 28/04/2011                        | 280.98                          | Giải vô địch Thế giới 2011      | Chan phá kỷ lục tổng điểm trước đó là 264.41, được lập bởi Daisuke Takahashi.                                      |
| 16/11/2013                        | 295.27                          | 2013 Trophée Éric Bompard       | Chan phá kỷ lục tổng điểm trước đó của chính mình là 280.98. Kỷ lục được phá bởi Yuzuru Hanyu vào ngày 28/11/2015. |
| Kỷ lục điểm bài thi ngắn đơn nam  |                                 |                                 | |
| Thời gian                         | Điểm số                         | Giải đấu                        | Ghi chú |
| 27/04/2011                        | 93.02                           | Giải vô địch Thế giới 2011      | Kỷ lục được phá bởi Daisuke Takahashi vào ngày 19/4/2012.                                                          |
| 13/03/2013                        | 98.37                           | Giải vô địch Thế giới 2013      | Chan phá kỷ lục điểm được lập trước đó bởi Daisuke Takahashi.                                                      |
| 15/11/2013                        | 98.52                           | 2013 Trophée Éric Bompard       | Chan phá kỷ lục trước đó của chính mình là 98.37 điểm. Kỷ lục được phá bởi Yuzuru Hanyu vào ngày 5/12/2013.        |
| Kỷ lục điểm bài thi tự do đơn nam |                                 |                                 | |
| Thời gian                         | Điểm số                         | Giải đấu                        | Ghi chú |
| 28/04/2011                        | 187.96                          | Giải vô địch Thế giới 2011      | Chan phá kỷ lục điểm trước đó là 180.79, được lập bởi Takahiko Kozuka.                                             |
| 16/11/2013                        | 196.75                          | 2013 Trophée Éric Bompard       | Chan phá kỷ lục trước đó của chính mình là 187.96 điểm. Kỷ lục được phá bởi Yuzuru Hanyu vào ngày 28/11/2015.      |

## Giải thưởng
- Lou Marsh Trophy (2011)[8][24]
- Giải thưởng Sportsnet – Hạng mục Vận động viên Canada của năm (2011)[140]
- Giải thưởng QMI Agency – Hạng mục vận động viên nam Canana của năm (2011)[141]
- Lionel Conacher Award (The Canadian Press) – Hạng mục vận động viên nam xuất sắc của năm (2011)[142]
- Queen Elizabeth II Diamond Jubilee Medal (2012) [143]
- Jean Lumb Award – Hạng mục Giải thưởng thành tựu xuất sắc (2012) [144]
- John Ralston Saul Award (2012) [145]

## Các bài thi và bài trình diễn

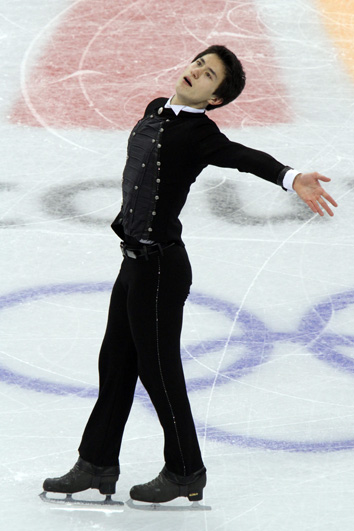
Chan thi đấu tại Thế vận hội Mùa đông 2010

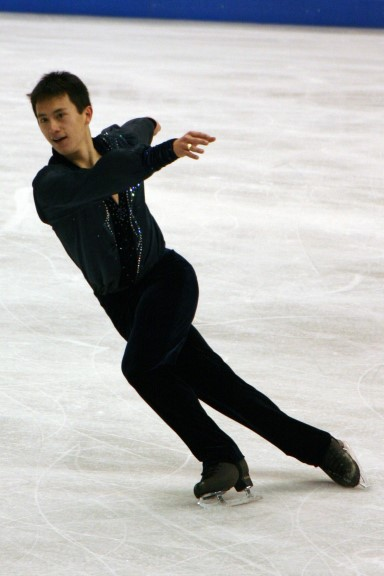
Chan tại Giải vô địch thế giới 2009

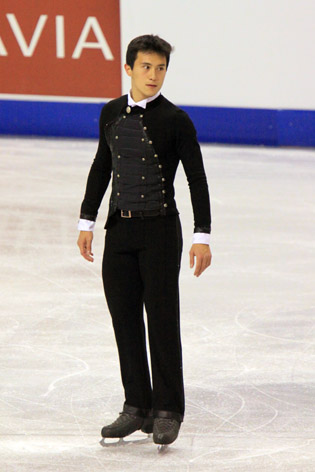
Chan và bài thi tự do trên nền nhạc The Phantom of the Opera tại giải Grand Prix 2009 Skate Canada International

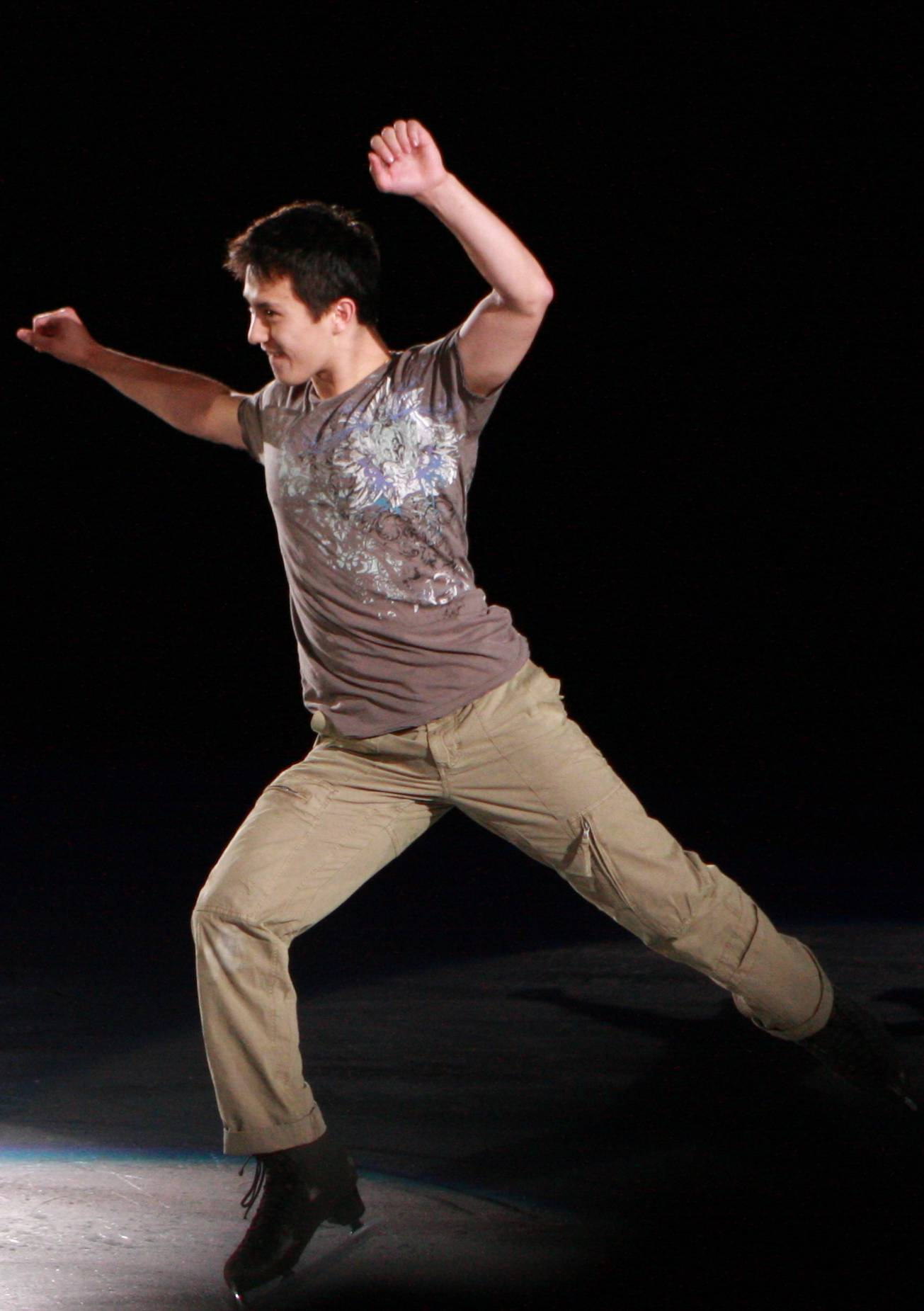
Chan và bài trình diễn trên nền nhạc Viva la Vida tại show diễn Festa On Ice 2009

### Sau năm 2018
| Mùa giải  | Bài trình diễn |
| --------- | --- |
| 2018–2019 | - Shout Trình bày: The Ashley Brothers, Biên đạo: Jeffrey Buttle |
| 2018–2019 | - Suit & Tie Trình bày: Justin Timberlake, Biên đạo: Jeffrey Buttle - The Great Escape Trình bày: Patrick Watson, Biên đạo: Elizabeth Putnam, Patrick Chan - Storm Sáng tác và trình bày: Eric Radford, Biên đạo: Patrick Chan - Phantasia (Trích vở: The Phantom of the Opera), sáng tác: Andrew Lloyd Webber, Trình bày: Julian Lloyd Webber, Sarah Chang, Biên đạo: Lori Nichol |

### Trước năm 2018
| Mùa giải  | Bài thi ngắn                                                                                   | Bài thi tự do | Bài trình diễn |
| --------- | ---------------------------------------------------------------------------------------------- | --- | --- |
| 2017–2018 | - Dust in the Wind Trình bày: Kansas Biên đạo: David Wilson                                    | - Hallelujah Sáng tác: Leonard Cohen Trình bày: Jeff Buckley Biên đạo: David Wilson | - Hallelujah Sáng tác: Leonard Cohen Trình bày: Jeff Buckley Biên đạo: David Wilson - Lovers in a Dangerous Time Sáng tác: Bruce Cockburn Trình bày: Barenaked Ladies - December 1963 (Oh, What a Night) Trình bày: The Four Seasons                                    |
| 2016–2017 | Beatles medley: - Dear Prudence - Blackbird Biên đạo: Pasquale Camerlengo                      | - A Journey Sáng tác và Trình bày: Eric Radford Biên đạo: David Wilson | - December 1963 (Oh, What a Night) Trình bày: The Four Seasons - Sunday Morning Trình bày: Maroon 5 |
| 2015–2016 | - Mack the Knife Trình bày: Michael Bublé Biên đạo: David Wilson                               | - Revolutionary Étude - Prelude, Op. 28, No. 4 - Scherzo No. 1 Sáng tác: Frédéric Chopin Biên đạo: David Wilson                                                                        | - Esqualo Sáng tác: Astor Piazzolla Biên đạo: David Wilson - Mack the Knife Trình bày: Michael Bublé Biên đạo: David Wilson - Dear Prudence - Blackbird Trình bày: The Beatles Biên đạo: Pasquale Camerlengo - Mess Is Mine Trình bày: Vance Joy Biên đạo: David Wilson |
| 2014–2015 |                                                                                                | - Revolutionary Étude - Prelude, Op. 28, No. 4 - Scherzo No. 1 Sáng tác: Frédéric Chopin Biên đạo: David Wilson                                                                        | - Dear Prudence - Blackbird Trình bày: The Beatles Biên đạo: Pasquale Camerlengo - Mess Is Mine Trình bày: Vance Joy Biên đạo: David Wilson - Esqualo Sáng tác: Astor Piazzolla Biên đạo: David Wilson                                                                  |
| 2013–2014 | - Elegie in E Flat Minor Sáng tác: Sergei Rachmaninoff Biên đạo: Jeffrey Buttle                | - The Four Seasons Sáng tác: Antonio Vivaldi - Concerto Grosso Sáng tác: Arcangelo Corelli Biên đạo: David Wilson                                                                      | - Best of Me Trình bày: Michael Bublé - Steppin'Out Trình bày: Tony Bennett Biên đạo: David Wilson |
| 2012–2013 | - Elegie in E Flat Minor Sáng tác: Sergei Rachmaninoff Biên đạo: Jeffrey Buttle                | - La Bohème Sáng tác: Giacomo Puccini Biên đạo: David Wilson | - I Need a Dollar Trình bày: Aloe Blacc Biên đạo: Christopher Dean - Mannish Boy Trình bày: Muddy Waters Biên đạo: David Wilson - 'Til Kingdom Come Trình bày: Coldplay Biên đạo: David Wilson                                                                          |
| 2011–2012 | - Take Five Sáng tác: Paul Desmond Biên đạo: Lori Nichol                                       | - Concierto de Aranjuez Sáng tác: Joaquín Rodrigo Biên đạo: Lori Nichol | - Elegie in E Flat Minor Sáng tác: Sergei Rachmaninoff Biên đạo: Jeffrey Buttle - Mannish Boy Trình bày: Muddy Waters Biên đạo: David Wilson - Moondance Sáng tác: Van Morrison Trình bày: Michael Bublé Biên đạo: Lori Nichol                                          |
| 2010–2011 | - Take Five Sáng tác: Paul Desmond Biên đạo: Lori Nichol                                       | - Phantasia (Trích vở The Phantom of the Opera) Sáng tác: Andrew Lloyd Webber Trình bày: Julian Lloyd Webber, Sarah Chang Biên đạo: Lori Nichol                                        | - Don't Worry, Be Happy Trình bày: Bobby McFerrin Biên đạo: Lori Nichol |
| 2009–2010 | - Tango de los Exilados Sáng tác: Walter Taieb Trình bày: Vanessa-Mae Biên đạo: Lori Nichol    | - Phantasia (Trích vở: The Phantom of the Opera) Sáng tác: Andrew Lloyd Webber Trình bày: Julian Lloyd Webber, Sarah Chang Biên đạo: Lori Nichol                                       | - Yesterday Trình bày: Michael Bolton Biên đạo: Lori Nichol - Viva la Vida Trình bày: Coldplay Biên đạo: Kurt Browning |
| 2008–2009 | - Tango de los Exilados Sáng tác: Walter Taieb Trình bày: Vanessa-Mae Biên đạo: Lori Nichol    | - Selections from Rachmaninoff Sáng tác: Sergei Rachmaninov Biên đạo: Lori Nichol | - Viva la Vida Trình bày: Coldplay Biên đạo: Kurt Browning - Time to Say Goodbye Trình bày: Andrea Bocelli Biên đạo: Lori Nichol |
| 2007–2008 | - Exile to Snowy West - In the Bamboo Forest Sáng tác: Tan Dun Biên đạo: Lori Nichol           | - The Four Seasons Sáng tác: Antonio Vivaldi Biên đạo: Lori Nichol | - Yesterday Trình bày: Michael Bolton Biên đạo: Lori Nichol - Nessun dorma Biên đạo: Mark Hird |
| 2006–2007 | - Gourmet Valse Tatare Sáng tác: Klaus Badelt Biên đạo: Lori Nichol                            | - The Four Seasons Sáng tác: Antonio Vivaldi Biên đạo: Lori Nichol | - Nessun dorma Biên đạo: Mark Hird |
| 2005–2006 | - La Repression Sáng tác: Lalo Schifrin - Feline Sáng tác: E. van Dijken Biên đạo: Lori Nichol | - Guitar Concerto Sáng tác: John Williams - Symphony No.2 Romantic Sáng tác: H. Hanson - Romance from Concerto for Violin and Orchestra Sáng tác: E. Korngold Biên đạo: Osborne Colson | |
| 2004–2005 | - La Repression Sáng tác: Lalo Schifrin - Feline Sáng tác: E. van Dijken Biên đạo: Lori Nichol | - Burn It All - You Go, We Go - Fahrenheit 451 (Trích phim: Backdraft) Sáng tác: Hans Zimmer, Jay Rifkin Biên đạo: Lori Nichol                                                         | |

## Thành tích thi đấu

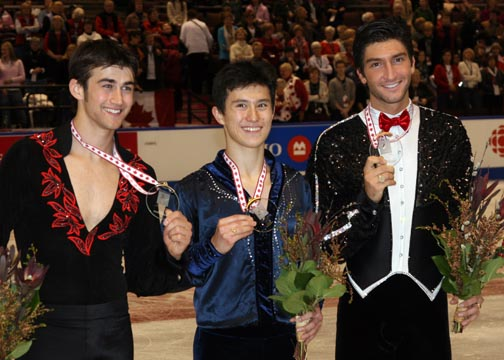
Chan (đứng giữa) tại Giải Grand Prix 2008 Skate Canada International

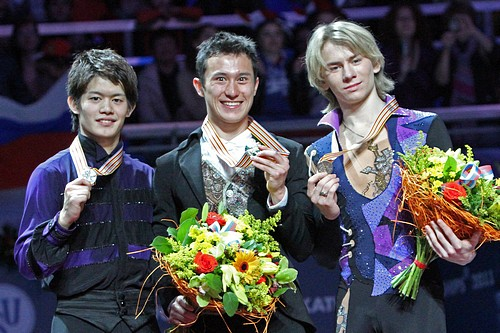
Chan (đứng giữa) tại Giải Vô địch Thế giới 2011

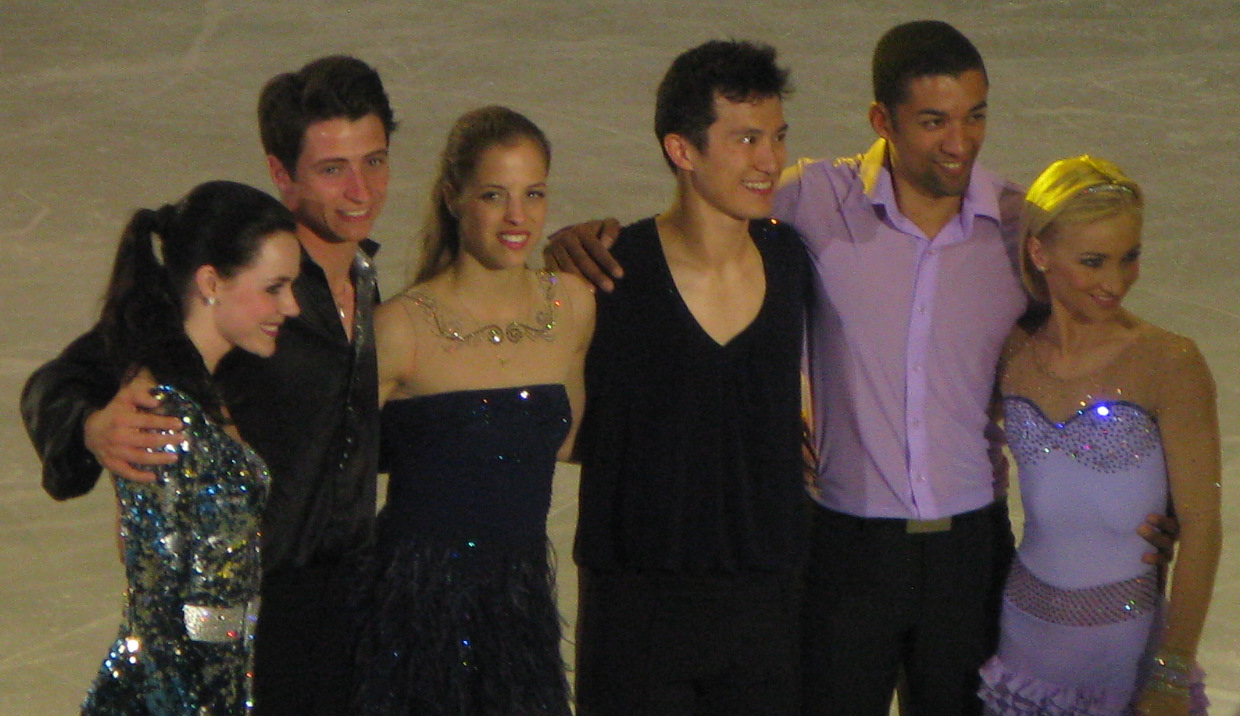
Chan (đứng giữa) tại Giải Vô địch Thế giới 2012

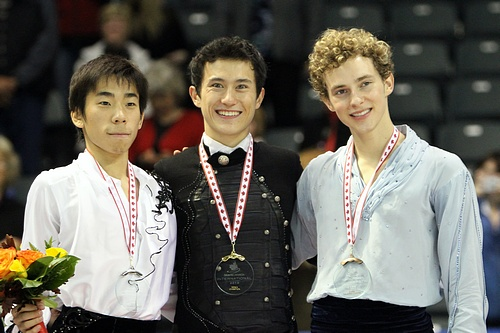
Chan tại Giải Grand Prix 2010 Skate Canada International

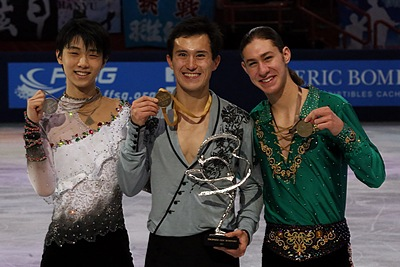
Chan (đứng giữa) tại Giải Grand Prix 2013 Trophée Éric Bompard

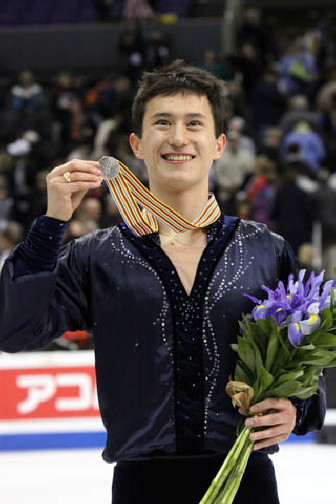
Chan tại Giải Vô địch Thế giới 2009

- GP: Grand Prix; JGP: Junior Grand Prix

| Quốc Tế | Quốc Tế | Quốc Tế | Quốc Tế | Quốc Tế | Quốc Tế | Quốc Tế | Quốc Tế | Quốc Tế | Quốc Tế | Quốc Tế | Quốc Tế | Quốc Tế | Quốc Tế | Quốc Tế | Quốc Tế |
| Sự kiện | 03–04   | 04–05   | 05–06   | 06–07   | 07–08   | 08–09   | 09–10   | 10–11   | 11–12   | 12–13   | 13–14   | 14–15   | 15–16   | 16–17   | 17–18   |
| --- | ------- | ------- | ------- | ------- | ------- | ------- | ------- | ------- | ------- | ------- | ------- | ------- | ------- | ------- | ------- |
| Olympics |         |         |         |         |         |         | 5       |         |         |         | 2       |         |         |         | 9       |
| Giải Vô địch thế giới |         |         |         |         | 9       | 2       | 2       | 1       | 1       | 1       |         |         | 5       | 5       | WD      |
| Giải Vô địch Bốn châu lục |         |         |         |         |         | 1       |         |         | 1       |         |         |         | 1       | 4       |         |
| Chung kết Grand Prix |         |         |         |         | 5       | 5       |         | 1       | 1       | 3       | 2       |         | 4       | 5       |         |
| GP France |         |         |         | 5       | 1       | 1       |         |         | 1       |         | 1       |         | 5       |         |         |
| GP Cup of China |         |         |         |         |         |         |         |         |         |         |         |         |         | 1       |         |
| GP NHK Trophy |         |         |         | 7       |         |         |         |         |         |         |         |         |         |         | WD      |
| GP Rostelecom |         |         |         |         |         |         | WD      | 2       |         | 1       |         |         |         |         |         |
| GP Skate America |         |         |         |         | 3       |         |         |         |         |         |         |         |         |         |         |
| GP Skate Canada |         |         |         |         |         | 1       | 6       | 1       | 1       | 2       | 1       |         | 1       | 1       | 4       |
| CS Finlandia |         |         |         |         |         |         |         |         |         |         |         |         |         | 2       |         |
| Quốc Tế: Cấp độ Junior hoặc novice |         |         |         |         |         |         |         |         |         |         |         |         |         |         |         |
| Giải Vô địch Trẻ thế giới |         | 7       | 6       | 2       |         |         |         |         |         |         |         |         |         |         |         |
| JGP Final |         |         | 5       |         |         |         |         |         |         |         |         |         |         |         |         |
| JGP Canada |         |         | 1       |         |         |         |         |         |         |         |         |         |         |         |         |
| JGP Slovakia |         |         | 4       |         |         |         |         |         |         |         |         |         |         |         |         |
| NACS Waterloo |         | 5 J     |         |         |         |         |         |         |         |         |         |         |         |         |         |
| NACS Thornhill | 3 N     |         |         |         |         |         |         |         |         |         |         |         |         |         |         |
| Quốc Nội |         |         |         |         |         |         |         |         |         |         |         |         |         |         |         |
| Sự kiện | 03–04   | 04–05   | 05–06   | 06–07   | 07–08   | 08–09   | 09–10   | 10–11   | 11–12   | 12–13   | 13–14   | 14–15   | 15–16   | 16–17   | 17–18   |
| Giải Vô địch Quốc gia Canada | 1 N     | 1 J     | 7       | 5       | 1       | 1       | 1       | 1       | 1       | 1       | 1       |         | 1       | 1       | 1       |
| Eastern Challenge | 2 N     | 4 J     |         |         |         |         |         |         |         |         |         |         |         |         |         |
| Sự Kiện Thi Đấu Đồng Đội |         |         |         |         |         |         |         |         |         |         |         |         |         |         |         |
| Olympics |         |         |         |         |         |         |         |         |         |         | 2       |         |         |         | 1       |
| Giải Vô địch Đồng đội Thế giới |         |         |         |         |         | 2 T 4 P |         |         | 3 T 2 P | 2 T 2 P |         |         |         | 4 T 5 P |         |
| Japan Open |         |         |         |         |         |         |         |         | 1 T 1 P | 2 T 6 P |         | 2 T 1 P | 2 T 3 P |         |         |
| WD = Rút lui Cấp độ: N = Novice; J = Junior T = Kết quả đồng đội; P = Kết quả cá nhân. Huy chương được trao dựa trên kết quả đồng đội. |         |         |         |         |         |         |         |         |         |         |         |         |         |         |         |

## Kết quả chi tiết
Huy chương nhỏ cho bài thi ngắn và thi tự do chỉ được trao tại Hệ thống giải đấu của ISU. Điểm cá nhân cao nhất ghi nhận bởi ISU được in đậm.
- ^team event  – Sự kiện thi đấu đồng đội, huy chương được trao trên kết quả tổng.
  - ^T  – Kết quả toàn đội
  - ^P  – Kết quả cá nhân
- ^C  – Sự kiện bị hủy do Các vụ tấn công Paris tháng 11 năm 2015.

### Sau năm 2007

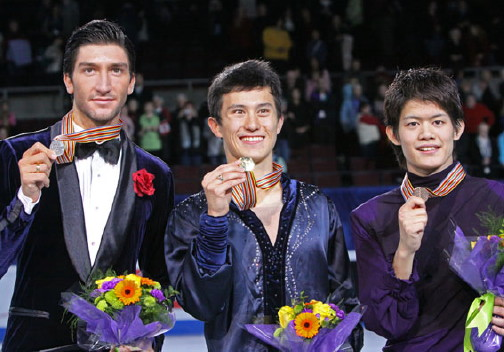
Chan (đứng giữa) tại Giải Vô địch Bốn châu lục 2009

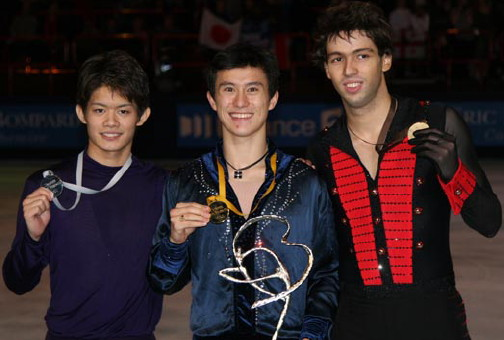
Chan (đứng giữa) tại sự kiện Grand Prix 2008 Trophée Éric Bompard

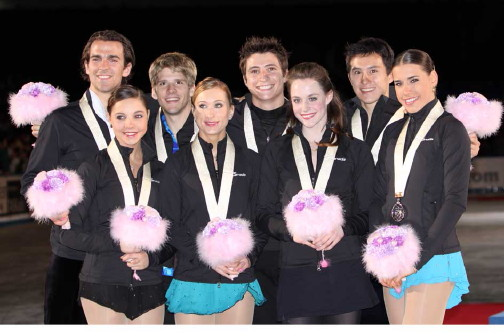
Chan (thứ hai từ phải sang) cùng đội tuyển Canada tại sự kiện Giải Vô địch Đồng đội Thế giới 2009, giành huy chương bạc toàn đoàn.

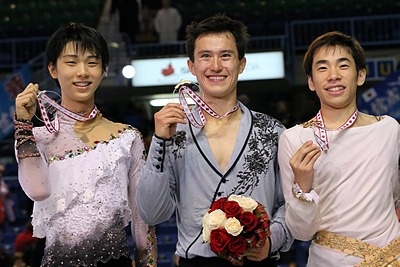
Chan (đứng giữa) tại sự kiện Grand Prix 2013 Skate Canada International

SP: Bài thi ngắn
FP: Bài thi tự do
| Mùa giải 2017–18                            | Mùa giải 2017–18                               | Mùa giải 2017–18 | Mùa giải 2017–18 | Mùa giải 2017–18 |
| Thời gian                                   | Sự kiện                                        | SP               | FS               | Tổng             |
| ------------------------------------------- | ---------------------------------------------- | ---------------- | ---------------- | ---------------- |
| Ngày 16–17 tháng 2 năm 2018                 | Thế vận hội Mùa đông 2018                      | 6 90.01          | 8 173.42         | 9 263.43         |
| Ngày 9–12 tháng 2 năm 2018                  | Thế vận hội Mùa đông 2018 team event           | 3 81.66          | 1 179.75         | 1T               |
| Ngày 8–14 tháng 1 năm 2018                  | GIải Vô địch quốc gia Canada 2018              | 1 90.98          | 1 181.26         | 1 272.24         |
| Ngày 27–29 tháng 10 năm 2017                | 2017 Skate Canada International                | 2 94.43          | 7 151.27         | 4 245.70         |
| Mùa giải 2016–17                            |                                                |                  |                  |                  |
| Thời gian                                   | Sự kiện                                        | SP               | FS               | Tổng             |
| Ngày 20–23 tháng 4 năm 2017                 | Giải Vô địch Đồng đội Thế giới 2017 team event | 6 85.73          | 3 190.74         | 4T/5P 276.47     |
| 29 tháng 3 – 2 tháng 4 năm 2017             | Giải Vô địch Thế giới 2017                     | 3 102.13         | 5 193.03         | 5 295.16         |
| Ngày 14–19 tháng 2 năm 2017                 | Giải Vô địch Bốn châu lục 2017                 | 5 88.46          | 4 179.52         | 4 267.98         |
| Ngày 16–22 tháng 1 năm 2017                 | Giải Vô địch quốc gia Canada 2017              | 1 91.50          | 1 205.36         | 1 296.86         |
| Ngày 8–11 tháng 12 năm 2016                 | Chung kết Grand Prix 2016–17                   | 2 99.76          | 5 166.99         | 5 266.75         |
| Ngày 18–20 tháng 11 năm 2016                | 2016 Cup of China                              | 3 83.41          | 1 196.31         | 1 279.72         |
| 28–30 tháng 10 năm 2016                     | 2016 Skate Canada International                | 1 90.56          | 2 176.39         | 1 266.95         |
| Ngày 6–10 tháng 10 năm 2016                 | 2016 Finlandia Trophy                          | 3 84.59          | 2 164.14         | 2 248.73         |
| Mùa giải 2015–16                            |                                                |                  |                  |                  |
| Thời gian                                   | Sự kiện                                        | SP               | FS               | Tổng             |
| 28 tháng 3 – 3 tháng 4 năm 2016             | Giải Vô địch Thế giới 2016                     | 3 94.84          | 8 171.91         | 5 266.75         |
| Ngày 16–21 tháng 2 năm 2016                 | Giải Vô địch Bốn châu lục 2016                 | 5 86.22          | 1 203.99         | 1 290.21         |
| Ngày 18–24 tháng 1 năm 2016                 | Giải Vô địch quốc gia Canada 2016              | 1 103.58         | 1 192.09         | 1 295.67         |
| Ngày 10–13 tháng 12 năm 2015                | Chung kết Grand Prix 2015–16                   | 6 70.61          | 3 192.84         | 4 263.45         |
| Ngày 13 tháng 11 năm 2015                   | 2015 Trophée Éric BompardC                     | 5 76.10          | N/A              | 5 76.10          |
| Ngày 30 tháng 10 – ngày 1 tháng 11 năm 2015 | 2015 Skate Canada International                | 2 80.81          | 1 190.33         | 1 271.14         |
| Ngày 3 tháng 10 năm 2015                    | 2015 Japan Open                                | –                | 3 159.14         | 2T               |
| Mùa giải 2014–15                            |                                                |                  |                  |                  |
| Thời gian                                   | Sự kiện                                        | SP               | FS               | Tổng             |
| 4 tháng 10, 2015                            | 2014 Japan Open                                | –                | 1 178.17         | 2T               |
| Mùa giải 2013–14                            |                                                |                  |                  |                  |
| Thời gian                                   | Sự kiện                                        | SP               | FS               | Tổng             |
| Ngày 13–14 tháng 2 năm 2014                 | Thế vận hội Mùa đông 2014                      | 2 97.52          | 2 178.10         | 2 275.62         |
| Ngày 6–9 tháng 2 năm 2014                   | Thế vận hội Mùa đông 2014team event            | 3 89.71          | –                | 2T               |
| Ngày 9–15 tháng 1 năm 2014                  | Giải Vô địch quốc gia Canada 2014              | 1 89.12          | 1 188.30         | 1 277.42         |
| Ngày 5–8 tháng 12 năm 2013                  | Chung kết Grand Prix 2013–14                   | 2 87.47          | 2 192.61         | 2 280.08         |
| Ngày 15–17 tháng 11 năm 2013                | 2013 Trophée Éric Bompard                      | 1 98.52          | 1 196.75         | 1 295.27         |
| Ngày 25–27 tháng 10 năm 2013                | 2013 Skate Canada International                | 1 88.10          | 1 173.93         | 1 262.03         |
| Mùa giải 2012–13                            |                                                |                  |                  |                  |
| Thời gian                                   | Sự kiện                                        | SP               | FS               | Tổng             |
| Ngày 11–14 tháng 4 năm 2013                 | Giải Vô địch Đồng đội Thế giới 2013 team event | 1 86.67          | 5 153.54         | 2T/2P 240.21     |
| Ngày 10–17 tháng 3 năm 2013                 | Giải Vô địch Thế giới 2013                     | 1 98.37          | 2 169.41         | 1 267.78         |
| Ngày 13–20 tháng 1 năm 2013                 | Giải Vô địch quốc gia Canada 2013              | 1 94.63          | 1 179.12         | 1 273.75         |
| Ngày 6–9 tháng 12 năm 2012                  | Chung kết Grand Prix 2012–13                   | 2 89.27          | 4 169.39         | 3 258.66         |
| Ngày 9–11 tháng 11 năm 2012                 | 2012 Rostelecom Cup                            | 1 85.44          | 1 176.91         | 1 262.35         |
| Ngày 26–28 tháng 10 năm 2012                | 2012 Skate Canada International                | 2 82.52          | 2 160.91         | 2 243.43         |
| Ngày 6 tháng 10 năm 2012                    | 2012 Japan Open                                | –                | 6 137.42         | 2T               |
| Mùa giải 2011–12                            |                                                |                  |                  |                  |
| Thời gian                                   | Sự kiện                                        | SP               | FS               | Tổng             |
| Ngày 19–22 tháng 4 năm 2012                 | Giải Vô địch Đồng đội Thế giới 2012 team event | 2 89.81          | 2 170.65         | 3T/2P 260.46     |
| 25 tháng 3 – 1 tháng 4 năm 2012             | Giải Vô địch Thế giới 2012                     | 1 89.41          | 1 176.70         | 1 266.11         |
| Ngày 7–12 tháng 2 năm 2012                  | Giải Vô địch Bốn châu lục 2012                 | 1 87.95          | 1 185.99         | 1 273.94         |
| Ngày 16–22 tháng 1 năm 2012                 | Giải Vô địch quốc gia Canada 2012              | 1 101.33         | 1 200.81         | 1 302.14         |
| Ngày 8–11 tháng 12 năm 2011                 | Chung kết Grand Prix 2011–12                   | 1 86.63          | 1 173.67         | 1 260.30         |
| Ngày 18–20 tháng 11 năm 2011                | 2011 Trophée Éric Bompard                      | 1 84.16          | 1 156.44         | 1 240.60         |
| Ngày 27–30 tháng 10 năm 2011                | 2011 Skate Canada International                | 3 83.28          | 1 170.46         | 1 253.74         |
| Ngày 1 tháng 10 năm 2011                    | 2011 Japan Open                                | –                | 1 159.93         | 1T               |
| Mùa giải 2010–11                            |                                                |                  |                  |                  |
| Thời gian                                   | Sự kiện                                        | SP               | FS               | Tổng             |
| 24 tháng 4 – 1 tháng 5 năm 2011             | Giải Vô địch Thế giới 2011                     | 1 93.02          | 1 187.96         | 1 280.98         |
| Ngày 17–23 tháng 1 năm 2011                 | Giải Vô địch quốc gia Canada 2011              | 1 88.78          | 1 197.07         | 1 285.85         |
| Ngày 9–12 tháng 12 năm 2010                 | Chung kết Grand Prix 2010–11                   | 2 85.59          | 1 174.16         | 1 259.75         |
| Ngày 19–21 tháng 11 năm 2010                | 2010 Cup of Russia                             | 1 81.96          | 2 145.25         | 2 227.21         |
| 28–31 tháng 10 năm 2010                     | 2010 Skate Canada International                | 4 73.20          | 1 166.32         | 1 239.52         |
| Mùa giải 2009–10                            |                                                |                  |                  |                  |
| Thời gian                                   | Sự kiện                                        | SP               | FS               | Tổng             |
| Ngày 22 đến 28 tháng 3 năm 2010             | Giải Vô địch Thế giới 2010                     | 2 87.80          | 2 159.42         | 2 247.22         |
| Ngày 14–27 tháng 2 năm 2010                 | Thế vận hội Mùa đông 2010                      | 7 81.12          | 4 160.30         | 5 241.42         |
| 11–17 tháng 1 năm 2010                      | Giải Vô địch quốc gia Canada 2010              | 1 90.14          | 1 177.88         | 1 268.02         |
| Ngày 19–22 tháng 11 năm 2009                | 2009 Skate Canada International                | 6 68.64          | 6 130.13         | 6 198.77         |
| Mùa giải 2008–09                            |                                                |                  |                  |                  |
| Thời gian                                   | Sự kiện                                        | SP               | FS               | Tổng             |
| Ngày 15–19 tháng 4 năm 2009                 | Giải Vô địch Đồng đội Thế giới 2009 team event | 9 66.03          | 2 151.95         | 2T/4P 217.98     |
| 23–29 tháng 3 năm 2009                      | Giải Vô địch Thế giới 2009                     | 3 82.55          | 2 155.03         | 2 237.58         |
| Ngày 4 đến ngày 8 tháng 2 năm 2009          | Giải Vô địch Bốn châu lục 2009                 | 1 88.90          | 1 160.29         | 1 249.19         |
| 14–18 tháng 1 năm 2009                      | Giải Vô địch quốc gia Canada 2009              | 1 88.89          | 1 165.93         | 1 254.82         |
| Ngày 11–14 tháng 12 năm 2008                | Chung kết Grand Prix 2008–09                   | 6 68.00          | 5 137.16         | 5 205.16         |
| 13–16 tháng 11 năm 2008                     | 2008 Trophée Éric Bompard                      | 1 81.39          | 1 156.70         | 1 238.09         |
| Ngày 31 tháng 10 – ngày 2 tháng 11 năm 2008 | 2008 Skate Canada International                | 2 77.47          | 3 137.98         | 1 215.45         |
| Mùa giải 2007–08                            |                                                |                  |                  |                  |
| Thời gian                                   | Sự kiện                                        | SP               | FS               | Tổng             |
| 17–23 tháng 3 năm 2008                      | Giải Vô địch Thế giới 2008                     | 7 72.81          | 11 130.74        | 9 203.55         |
| 16–20 tháng 1 năm 2008                      | Giải Vô địch quốc gia Canada 2008              | 2 73.42          | 1 159.26         | 1 232.68         |
| 13–16 tháng 12 năm 2007                     | Chung kết Grand Prix 2007–08                   | 6 68.86          | 5 139.27         | 5 208.13         |
| 15–18 tháng 11 năm 2007                     | 2007 Trophée Éric Bompard                      | 2 70.89          | 1 144.05         | 1 214.94         |
| 25–28 tháng 10 năm 2007                     | 2007 Skate America                             | 3 67.47          | 3 145.86         | 3 213.33         |

### Trước năm 2007
- QR = vòng loại; SP = bài thi ngắn; FS = bài thi tự do

| Mùa giải 2006–07                            | Mùa giải 2006–07                     | Mùa giải 2006–07 | Mùa giải 2006–07 | Mùa giải 2006–07 | Mùa giải 2006–07 | Mùa giải 2006–07 |
| Thời gian                                   | Sự kiện                              | Cấp độ           | QR               | SP               | FS               | Tổng             |
| ------------------------------------------- | ------------------------------------ | ---------------- | ---------------- | ---------------- | ---------------- | ---------------- |
| 26 tháng 2 – 4 tháng 3 năm 2007             | Giải Vô địch Trẻ thế giới 2007       | Junior           | –                | 1 64.10          | 4 120.45         | 2 184.55         |
| Ngày 15–21 tháng 1 năm 2007                 | Giải Vô địch quốc gia Canada 2007    | Senior           | –                | 11 57.42         | 5 130.12         | 5 187.54         |
| Ngày 30 tháng 11 – ngày 3 tháng 12 năm 2006 | 2006 NHK Trophy                      | Senior           | –                | 8 60.80          | 6 113.54         | 7 174.34         |
| 17–19 tháng 11 năm 2006                     | 2006 Trophée Éric Bompard            | Senior           | –                | 6 57.82          | 5 122.10         | 5 179.92         |
| Mùa giải 2005–06                            |                                      |                  |                  |                  |                  |                  |
| Thời gian                                   | Sự kiện                              | Cấp độ           | QR               | SP               | FS               | Tổng             |
| Ngày 6–12 tháng 3 năm 2006                  | Giải Vô địch Trẻ thế giới 2006       | Junior           | 6 105.10         | 3 59.54          | 6 108.65         | 6 168.19         |
| Ngày 9–15 tháng 1 năm 2006                  | Giải Vô địch quốc gia Canada 2006    | Senior           | 4 29.75          | 6 63.85          | 10 108.71        | 7 202.31         |
| Ngày 24–27 tháng 11 năm 2005                | 2005 ISU Junior Grand Prix Final     | Junior           | –                | 9 43.72          | 3 110.88         | 5 154.60         |
| 22–25 tháng 9 năm 2005                      | 2005 ISU Junior Grand Prix, Canada   | Junior           | –                | 2 52.82          | 1 115.01         | 1 167.83         |
| Ngày 1–4 tháng 9 năm 2005                   | 2005 ISU Junior Grand Prix, Slovakia | Junior           | –                | 8 47.27          | 3 100.72         | 4 147.99         |
| Mùa giải 2004–05                            |                                      |                  |                  |                  |                  |                  |
| Thời gian                                   | Sự kiện                              | Cấp độ           | QR               | SP               | FS               | Tổng             |
| Ngày 28 tháng 2 – ngày 6 tháng 3 năm 2005   | Giải Vô địch Trẻ thế giới 2005       | Junior           | 2 110.22         | 11 53.24         | 6 107.77         | 7 161.01         |
| 17–23 tháng 1 năm 2005                      | Giải Vô địch quốc gia Canada 2005    | Junior           | –                | 1 53.08          | 1 98.79          | 1 151.87         |